# Vega de San Mateo
Vega de San Mateo, o simplemente San Mateo, es una localidad y municipio español perteneciente a la isla de Gran Canaria, en la provincia de Las Palmas, comunidad autónoma de Canarias. San Mateo es uno de los municipios de la isla de Gran Canaria sin salida al mar, enclavado en la zona de medianías del centro-este de la isla.

## Toponimia
Después de la toma de la isla, el lugar que ocupa el moderno término municipal fue conocido por Vega de Arriba, pasando a llamarse San Mateo o Vega de San Mateo a partir de la construcción de la primitiva ermita dedicada al apóstol a finales del siglo xvii.
Hasta la reforma de la nomenclatura municipal de 1916 el municipio se llamaba simplemente San Mateo. En dicha fecha su nombre fue modificado por el de Vega de San Mateo para así diferenciarlo de otros municipios españoles homónimos.
Tradicionalmente se ha asumido que la denominación aborigen de esta zona era Tinamar, sobre la base de datos aportados por Pascual Madoz en su Diccionario geográfico-estadístico-histórico de España y sus posesiones de Ultramar. Sin embargo, modernas investigaciones ponen en duda esta denominación y lo achacan a un error de Madoz a la hora de confeccionar su obra. No obstante, la voz Tinamar ha arraigado en la población local.

## Símbolos
|  |  |

Escudo
El escudo municipal de la Vega de San Mateo es partido en vertical y semicortado. La mitad de la izquierda presenta un querubín en argén sobre fondo de sable, rodeado por bordura en azur en la que se encuentran 16 espadas cruzadas de dos en dos, provenientes del escudo de Las Palmas de Gran Canaria (que se usaba antiguamente para toda la isla), ya que este honor fue concedido a esa ciudad por la reina Juana I la Loca. La mitad derecha se divide, a su vez, en dos cuarteles horizontales. En el de arriba un castillo almenado en color oro sobre sinople. En el cuartel inferior, la Cruz del Saucillo flanqueada por cuatro flechas en gules. Sobre el escudo una corona marquesal y bajo él, una divisa en blanco con la leyenda Tinamar, que recuerda el primitivo nombre de San Mateo.
Bandera
La bandera que utiliza el municipio es la que representan los colores naranja y azul sobre dos triángulos rectángulos dispuestos en diagonal, quedando el de color naranja hacia el asta y el azul hacia batiente. Tiene una proporción de 2 x 3, es decir, una vez y media más larga que ancha, y no lleva escudo de armas. El diseño de esta bandera tiene un carácter oficioso, ya que se adoptaron los mismos colores que lucía el equipo de Lucha canaria del municipio en su vestimenta desde los años setenta.

## Geografía

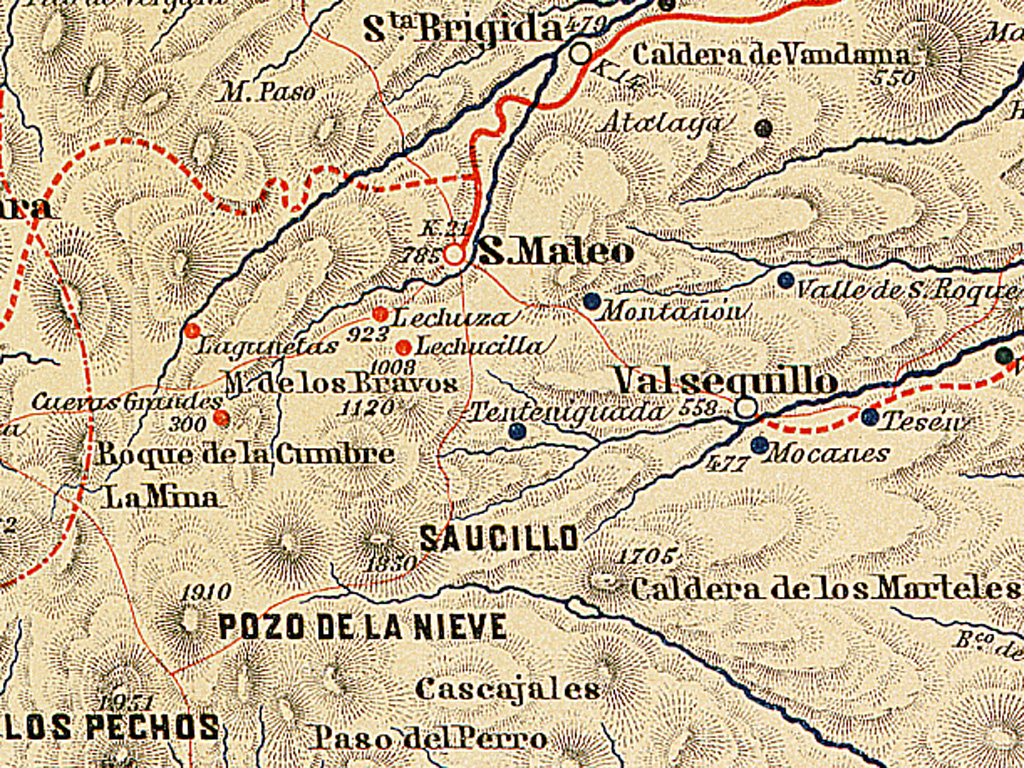
Plano de 1896

Está situado sobre una amplia y fértil vega agrícola del tramo medio-alto del barranco Guiniguada, en las medianías del centro-norte de la isla de Gran Canaria, a 22 kilómetros al suroeste de la capital insular.
El término municipal limita con los siguientes municipios: al norte con Teror y Santa Brígida, al este con Valsequillo de Gran Canaria, al sur con San Bartolomé de Tirajana y con Tejeda, y al oeste con Valleseco. El perímetro municipal tiene una longitud de 28,46 km.

### Orografía
Desde la Cruz de Tejeda el paisaje desciende hacia la hondonada de Las Lagunetas que es atravesada por el barranco de La Mina. Al norte del municipio se encuentran sus zonas más escarpadas, como el caserío de Las Lagunetas y, por encima de este, Aríñez y su presa. Al otro lado, al sur, el pago de Cueva Grande. El resto de la superficie municipal presenta un relieve más plano socavado por barrancos y pequeños valles cuya orografía no es muy acusada. El verdor de los valles y laderas de la Vega es casi permanente, y sus tierras están explotadas con diversos cultivos y árboles frutales. El municipio se eleva desde los 800 metros de altura, dentro de la medianías, hasta la zona de cumbre del Macizo Central, donde se dan las mayores elevaciones de la isla, el pico de las Nieves (1949,96 m), Los Pechos (1951 m) y Roque Redondo (1921 m).
Se encuentra recorrido por los barrancos de Castillejos y Mireles que vienen a confluir en el barranco de La Mina, el cual atraviesa el noreste de la isla hasta la costa, recibiendo aguas abajo el nombre de barranco Guiniguada.

### Hidrografía

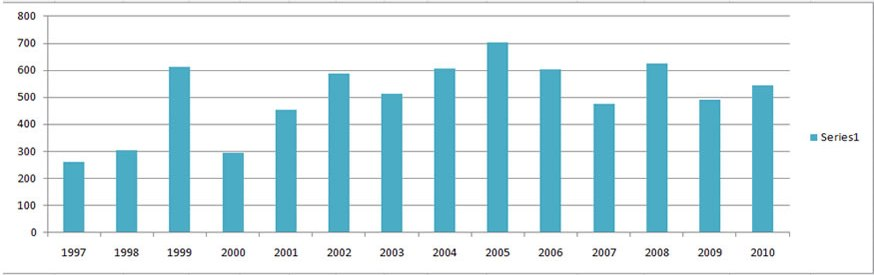
Precipitaciones Vega de San Mateo 1997-2010

| Año/Mes | Ene  | Feb   | Mar  | Abr  | May  | Jun  | Jul | Ago | Sep  | Oct  | Nov   | Dic   | Total  |
| ------- | ---- | ----- | ---- | ---- | ---- | ---- | --- | --- | ---- | ---- | ----- | ----- | ------ |
| 1997    | 18   | 8,2   | 49,6 | 9,4  | 16,5 | 12,6 | 3,1 | 0   | 0    | 0    | 51,9  | 90,6  | 259,9  |
| 1998    | 55,3 | 19,8  | 12,6 | 69,4 | 2,5  | 0    | 0   | 0   | 0    | 0    | 17,4  | 128,2 | 305,2  |
| 1999    | 239  | 19,6  | 46,7 | 8,5  | 0    | 0    | 0   | 11  | 5,5  | 70,5 | 131,1 | 82,2  | 614,2  |
| 2000    | 59,2 | 20,2  | 0    | 41,7 | 0    | 0    | 0   | 0   | 0    | 73   | 41,7  | 58,6  | 294,4  |
| 2001    | 29,7 | 0     | 54,3 | 76,9 | 0    | 0    | 0   | 5,7 | 0    | 42   | 188,7 | 55,5  | 452,8  |
| 2002    | 65,4 | 14,6  | 30,8 | 62,9 | 24   | 13   | 8,1 | 0   | 0    | 18,3 | 133   | 218,9 | 589    |
| 2003    | 130  | 84,1  | 10,4 | 22,8 | 7,5  | 0    | 0   | 0   | 0    | 87   | 107,3 | 65,3  | 514,2  |
| 2004    | 51,2 | 72,75 | 92,8 | 49   | 18   | 0    | 0   | 0   | 18,8 | 24,5 | 54,6  | 225,2 | 606,85 |
| 2005    | 46,4 | 304,8 | 59,4 | 16,3 | 0    | 0    | 0   | 8,5 | 0    | 39,5 | 151,5 | 75,8  | 702,2  |
| 2006    | 150  | 94,15 | 48,7 | 56   | 0    | 0    | 0   | 0   | 37,8 | 37,5 | 112   | 66,5  | 602,55 |
| 2007    | 269  | 0     | 42   | 14,5 | 28,5 | 0    | 0   | 0   | 0    | 15   | 63,3  | 43,5  | 475,31 |
| 2008    | 29,3 | 39,5  | 45   | 11   | 14,2 | 3,8  | 0   | 5   | 52,5 | 208  | 51    | 167,9 | 626,9  |
| 2009    | 77,3 | 103   | 84,2 | 41   | 0    | 0    | 0   | 0   | 21   | 1,1  | 52,5  | 109,8 | 489,9  |
| 2010    | 21,2 | 234,6 | 0    | 0    | 25,2 | 12,5 | 0   | 0   | 7    | 34   | 158,5 | 52,5  | 545,5  |

### Clima

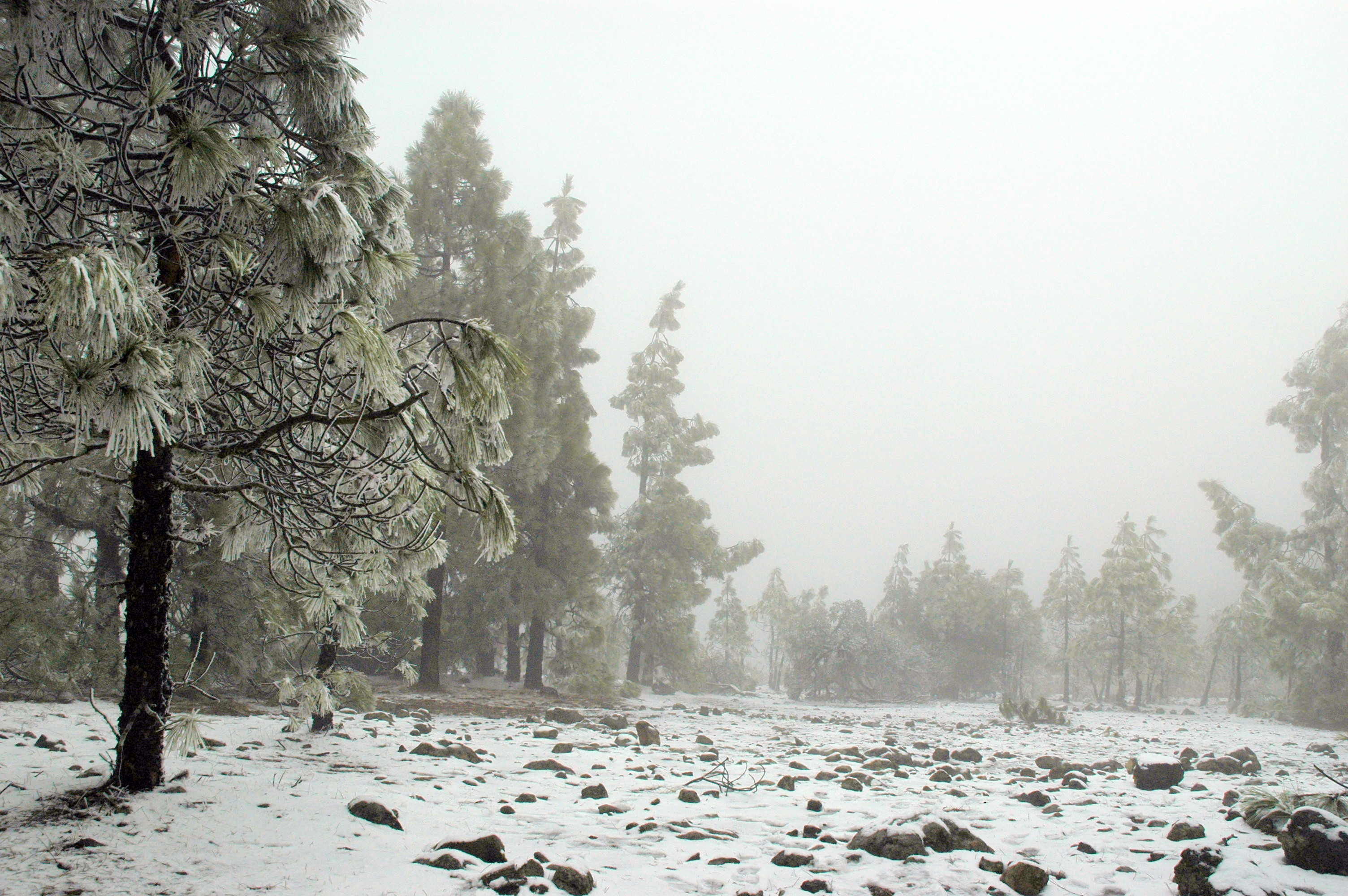
Nevada en Alto del Pozo (2002)

Vega de San Mateo es el municipio más alto de la isla de Gran Canaria, pues dentro de su territorio se alcanzan las mayores cotas de altitud, siendo la máxima la del pico de las Nieves con 1949,96 m s. n. m.. Además, su orientación al norte y su distribución entre las cotas de 800 y 1950 metros, dentro de lo que se conoce como zona de medianías, propicia un ambiente muy húmedo con grandes contrastes térmicos. Ello provoca veranos calurosos y fríos inviernos con eventuales heladas nocturnas y abundantes precipitaciones que, en algunas ocasiones, han llegado a ser en forma de granizo o nieve. Dichas precipitaciones oscilan entre los 1000 mm de máxima y los 600 mm de media anual a los que habría que añadir unos 300 mm que se obtienen indirectamente por condensación del mar de nubes.
La orientación hacia el norte en la zona de medianías favorece la formación del mar de nubes, nubes de convección orográfica que forman los vientos alisios, húmedos y frescos provenientes del Atlántico, al chocar contra el relieve y condensarse el aire. Acompañando a este fenómeno, habitualmente al atardecer suele darse el llamado efecto Foehn con las nubes subiendo ladera arriba y bajando por la vertiente opuesta. Así, el mar de nubes se estanca entre las cotas de 800 y 1500 metros de altura, refrescando el clima, alcanzándose unas temperaturas medias no inferiores a 22 °C en verano y alrededor de 13 °C.
| Parámetros climáticos promedio de Observatorio de Vega de San Mateo (1702 m s. n. m.) (Periodo de referencia: 1991-2020, extremas: 1968-presente) | Parámetros climáticos promedio de Observatorio de Vega de San Mateo (1702 m s. n. m.) (Periodo de referencia: 1991-2020, extremas: 1968-presente) | Parámetros climáticos promedio de Observatorio de Vega de San Mateo (1702 m s. n. m.) (Periodo de referencia: 1991-2020, extremas: 1968-presente) | Parámetros climáticos promedio de Observatorio de Vega de San Mateo (1702 m s. n. m.) (Periodo de referencia: 1991-2020, extremas: 1968-presente) | Parámetros climáticos promedio de Observatorio de Vega de San Mateo (1702 m s. n. m.) (Periodo de referencia: 1991-2020, extremas: 1968-presente) | Parámetros climáticos promedio de Observatorio de Vega de San Mateo (1702 m s. n. m.) (Periodo de referencia: 1991-2020, extremas: 1968-presente) | Parámetros climáticos promedio de Observatorio de Vega de San Mateo (1702 m s. n. m.) (Periodo de referencia: 1991-2020, extremas: 1968-presente) | Parámetros climáticos promedio de Observatorio de Vega de San Mateo (1702 m s. n. m.) (Periodo de referencia: 1991-2020, extremas: 1968-presente) | Parámetros climáticos promedio de Observatorio de Vega de San Mateo (1702 m s. n. m.) (Periodo de referencia: 1991-2020, extremas: 1968-presente) | Parámetros climáticos promedio de Observatorio de Vega de San Mateo (1702 m s. n. m.) (Periodo de referencia: 1991-2020, extremas: 1968-presente) | Parámetros climáticos promedio de Observatorio de Vega de San Mateo (1702 m s. n. m.) (Periodo de referencia: 1991-2020, extremas: 1968-presente) | Parámetros climáticos promedio de Observatorio de Vega de San Mateo (1702 m s. n. m.) (Periodo de referencia: 1991-2020, extremas: 1968-presente) | Parámetros climáticos promedio de Observatorio de Vega de San Mateo (1702 m s. n. m.) (Periodo de referencia: 1991-2020, extremas: 1968-presente) | Parámetros climáticos promedio de Observatorio de Vega de San Mateo (1702 m s. n. m.) (Periodo de referencia: 1991-2020, extremas: 1968-presente) |
| Mes | Ene. | Feb. | Mar. | Abr. | May. | Jun. | Jul. | Ago. | Sep. | Oct. | Nov. | Dic. | Anual |
| --- | --- | --- | --- | --- | --- | --- | --- | --- | --- | --- | --- | --- | --- |
| Temp. máx. abs. (°C) | 26.0 | 23.0 | 24.4 | 27.0 | 29.6 | 32.8 | 35.7 | 35.0 | 32.3 | 30.5 | 26.0 | 25.0 | 35.7 |
| Temp. máx. media (°C) | 10.7 | 11.0 | 13.2 | 14.6 | 17.3 | 21.2 | 26.3 | 26.1 | 22.0 | 18.0 | 13.8 | 11.9 | 17.2 |
| Temp. media (°C) | 7.3 | 7.3 | 9.2 | 10.2 | 12.5 | 16.0 | 20.9 | 21.0 | 17.3 | 13.8 | 10.4 | 8.4 | 12.9 |
| Temp. mín. media (°C) | 3.9 | 3.6 | 5.2 | 5.7 | 7.7 | 10.7 | 15.6 | 15.9 | 12.5 | 9.5 | 7.0 | 4.8 | 8.5 |
| Temp. mín. abs. (°C) | -1.8 | -2.0 | -2.0 | -0.1 | -1.0 | 0.0 | 2.0 | 0.2 | 0.0 | 0.0 | 0.0 | -0.9 | -2.0 |
| Precipitación total (mm) | 84.1 | 82.4 | 74.6 | 26.0 | 9.2 | 1.2 | 0.7 | 2.3 | 13.3 | 55.5 | 85.6 | 131.5 | 566.2 |
| Días de precipitaciones (≥ 1.0 mm) | 7.2 | 6.2 | 6.6 | 4.3 | 2.4 | 0.5 | 0.2 | 0.8 | 2.0 | 5.5 | 8.9 | 9.1 | 53.5 |
| Fuente: Agencia Estatal de Meteorología | | | | | | | | | | | | | |

### Flora y fauna
Los pinares empiezan a aparecer a partir de los mil metros conforme nos acercamos a la cumbre, en la que el pico de las Nieves, atalaya privilegiada del mar de nubes que se forma en medianías, y altura máxima del municipio.

## Historia
El valle de San Mateo es un lugar adorable. El agua baja de las montañas en hilillos por los diversos valles que lo rodean, formando cascadas y arroyos y cañadas de belleza exquisita. Podría pertenecer al país de las hadas.
Olivia Stone, Londres, 1887

San Mateo se encuentra enclavado en la zona de medianías de la isla, en un valle fértil y de abundantes lluvias. Tanto era así que contaba con corrientes de agua casi permanentes en cada uno de sus barrancos, llamados ríos tras la conquista.
En una zona donde la propiedad del agua es más importante que la misma propiedad de la tierra, los manantiales de la Vega fueron objeto de centenarios pleitos sobre su tenencia y disfrute. Esa pugna se desató a partir del siglo xiv, apareciendo entonces una serie de aguatenientes que alegaban ante la Corona de Castilla toda clase de éxitos o servicios con la finalidad de conseguir privilegios sobre fuentes y cauces de barrancos, sin duda porque, en aquellos tiempos, por ellos corría el agua con mucha mayor abundancia que hoy día. Por todo ello, a partir de 1797 se empezaría a designar un alcalde de aguas, que hacía de mediador en estos conflictos para frenar la ambición de estos aguatenientes, quienes trataban de acaparar el agua para estancarla y poder venderla a precios exorbitantes en períodos de sequía.

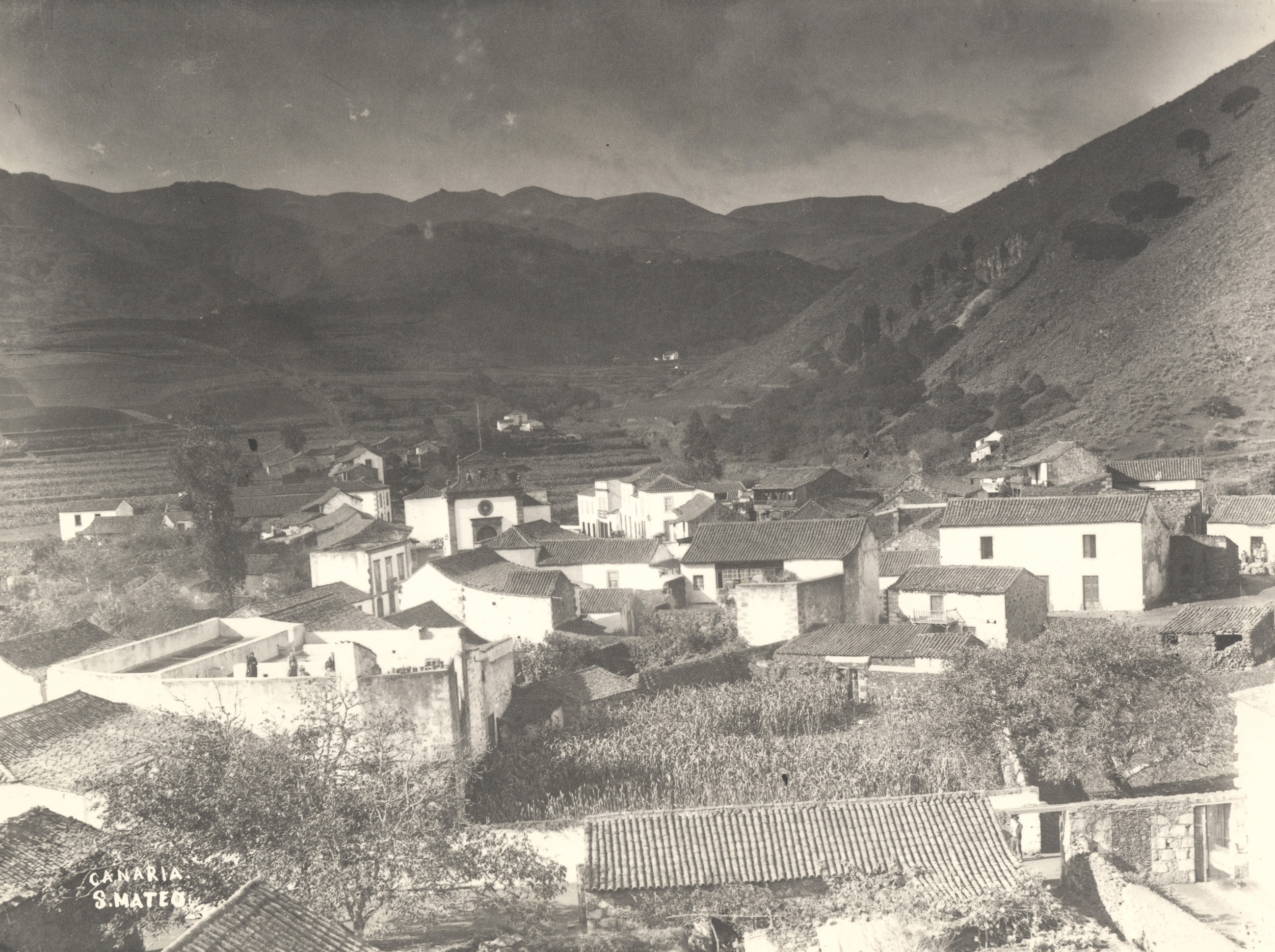
Vista de San Mateo, 1890

La devoción del pueblo por su patrono san Mateo se remonta al año 1736, con la llegada de los colonos que se asentaron en la zona. Ya para entonces se tenían noticias de la existencia de una ermita levantada por los lugareños a finales del siglo xvii, que se puso bajo la advocación de San Mateo Apóstol, íntimamente relacionado con las faenas agrícolas, actividad principal de la Vega. A él se le ofrecían misas y novenarios para pedir que lloviese o se alejaran las plagas de langosta de los cultivos.
El 25 de octubre de 1800, la ermita de San Mateo pasaría a convertirse en parroquia por decreto del obispo Verdugo. Las razones esgrimidas en su momento eran que la ermita ya atendía a una cantidad de fieles lo suficientemente numerosa como para disponer de parroquia propia sin tener que depender de la de Santa Brígida, además de que la distancia existente entre ambos pagos y el estado de los caminos, dificultaban a los feligreses de San Mateo acudir a la parroquia satauteña a cumplir con el precepto. Hoy, la iglesia cuenta con una campana donada por emigrantes del pueblo residentes en Cuba, que, además de comprar y embarcar la campana hacia Gran Canaria, también enviaron dinero suficiente como para construir el campanario que la aloja.
Como en tantos otros municipios de la isla, conseguir la independencia de la parroquia significaba dar el primer paso para alcanzar la autonomía municipal. Por ello, una vez lograda la segregación religiosa, los vecinos de San Mateo reclamaron la independencia total de la vecina Santa Brígida. Así, el 22 de diciembre de 1800, inician el correspondiente expediente ante la Real Audiencia, en el cual se solicitaba el nombramiento de empleos públicos (alcalde real, diputados, personero y fiel de fechos). La audiencia, tras consultar los informes del alcalde mayor de la isla, del alcalde de la Vega y del fiscal, acuerda el 16 de diciembre de 1801 separar el pago de San Mateo de la jurisdicción de Santa Brígida, otorgándole así la independencia administrativa.
El núcleo urbano de Vega de San Mateo fue uno de los centros agropecuarios más importantes de Gran Canaria. Hasta mediados del siglo xx, aún disponía de varios talleres artesanales (herrerías, latonerías, zapaterías, moliendas de gofio, etc.) y era punto de enlace comercial entre la zona baja y los caseríos de medianías.
El 28 de mayo de 1980 un Hércules 380 procedente de la Base Aérea de Zaragoza se estrellaba en el paraje conocido como la Hoya del Gamonal. En dicho accidente fallecieron los 11 ocupantes. La niebla de la mañana y un posible fallo técnico fueron los causantes de tan horrible accidente.

## Demografía
Vega de San Mateo cuenta con una población de 7856 habitantes (INE 2024).
| Gráfica de evolución demográfica de Vega de San Mateo entre 1842 y 2021 |
| |
| Población de derecho según los censos de población del INE Población de hecho según los censos de población del INEEn estos censos se denominaba San Mateo: 1842, 1857, 1860, 1877, 1887, 1897, 1900 y 1910 |

## Administración y política

### Gobierno municipal
| Periodo   | Nombre                      | Partido | Partido                                   |
| --------- | --------------------------- | ------- | ----------------------------------------- |
| 1979-1983 | Fermín Gil González         |         | Independiente                             |
| 1983-1986 | Francisco Ojeda Martel      |         | Independiente                             |
| 1986-1987 | José Gil Rivero             |         | Independiente                             |
| 1987-1995 | Francisco Ojeda Martel      |         | Independiente                             |
| 1995-2006 | Miguel Hidalgo Sánchez      |         | Alternativa por San Mateo (AxSM)          |
| 2006-2011 | Gregorio González Vega      |         | Alternativa por San Mateo (AxSM)          |
| 2011-2023 | Antonio J. Ortega Rodríguez |         | Asamblea de Vecinos de San Mateo (AVESAN) |
| 2023-2024 | Alexis Ramos                |         | Unión Veguera (UVE)                       |
| 2024-act. | Davinia Falcón              |         | Asamblea de Vecinos de San Mateo (AVESAN) |

El Ayuntamiento de Vega de San Mateo ha sido gobernado desde las primeras elecciones democráticas por distintas fuerzas políticas independientes de carácter local. Salvo en el año 1995, el gobierno municipal ha estado integrado por un solo grupo de independientes. Ese año, el voto se repartió entre varios de estos grupos y obligó a las fuerzas políticas a alcanzar un pacto de gobierno. Fruto de este pacto se proclamó como alcalde a Miguel Hidalgo Sánchez del grupo político Alternativa por San Mateo (AxSM) que gobernó el municipio hasta que en marzo de 2006 cesó por motivos particulares y cedió el bastón de mando a Gregorio González Vega quien se hizo cargo de la alcaldía hasta el año 2011.
El 22 de mayo de 2011, Antonio Jesús Ortega Rodríguez, del partido político Asamblea de Vecinos de San Mateo (AVESAN) fue elegido alcalde del municipio, contando con el voto de 2130 personas, obteniendo su partido mayoría absoluta con 7 concejales. [cita requerida]
Tras los resultados de las elecciones municipales del 28 de mayo de 2023, AVESAN pierde la mayoría absoluta bajando de 8 a 6 concejales. La segunda fuerza más votada resultó ser Unión Veguera (UVE), con solo tres concejales. Pero con el apoyo de los 2 concejales de PSOE y otros dos de Alternativa por San Mateo (AxSM), consiguieron investir el 17 de junio como alcalde a Alexis Ramos (UVE). El 18 de julio de 2024 prosperó una moción de censura que desalojó al alcalde para ser sustituido por Davinia Falcón de Avesan-CC.
| Partido político | Partido político                                | 2007   | 2011   | 2015   | 2019   | 2023   |
| Partido político | Partido político                                | Ediles | Ediles | Ediles | Ediles | Ediles |
|                  | Alternativa x San Mateo (AxSM)                  | 7      | 5      | 4      | 4      | 2      |
|                  | Partido Socialista Obrero Español (PSOE)        | 3      | 0      | 0      | 1      | 2      |
|                  | Partido Popular (PP)                            | 2      | 1      | 1      | 0      | 0      |
|                  | Agrupación de Agricultores de San Mateo (AG-AG) | 1      | 0      | —      | —      | —      |
|                  | Coalición Canaria (CC)                          | —      | 0      | 0      | —      | —      |
|                  | Independientes de Tinamar (IT)                  | 0      | —      | —      | —      | —      |
|                  | Centro Canario Nacionalista (CCN)               | 0      | —      | —      | —      | —      |
|                  | Los Verdes (LV)                                 | 0      | —      | —      | —      | —      |
|                  | Asamblea de Vecinos de San Mateo (AVESAN)       | —      | 7      | 8      | 8      | 6      |
|                  | Centro Democrático Liberal (CDL)                | —      | 0      | —      | —      | —      |
|                  | Unión Progreso y Democracia (UPyD)              | —      | —      | 0      | —      | —      |
|                  | Ciudadanos (CS)                                 | —      | —      | —      | 0      | —      |
|                  | Agrupación Vecinal Vega de Arriba (AVVA)        | —      | —      | —      | 0      | —      |
|                  | Unión Veguera (UVE)                             | —      | —      | —      | —      | 3      |
|                  | Unidos por Gran Canaria (UxGC)                  | —      | —      | —      | —      | 0      |
|                  | Vox                                             | —      | —      | —      | —      | 0      |

### Organización territorial
Vega de San Mateo está integrada en las mancomunidades Mancomunidad de Municipios de Montaña No Costeros de Canarias, Mancomunidad de Municipios de Gran Canaria para la Potenciación de las Energías Renovables, la Investigación y el Desarrollo (I+D) y en la Mancomunidad de Municipios de las Medianías de Gran Canaria; todas ellas con su sede fijada en el municipio. Además es miembro de la Federación Canaria de Municipios.

#### Localidades y barrios
San Mateo cascoEs el pago que reúne a más de la mitad de la población de municipio (3395 habitantes censados) por ser la capital municipal y donde se concentran los servicios esenciales. A su vez se divide administrativamente en los barrios de Cantillo, El Chorrillo, Cuatro Caminos, Hoya Viciosa, El Retiro y La Veguetilla.
La LechuzaSituado a 1050 m s. n. m. y a 2,1 kilómetros de San Mateo casco, es el núcleo poblacional más habitado fuera de la capital municipal, contando con 744 habitantes. Es un pequeño núcleo urbano en zona rústica.

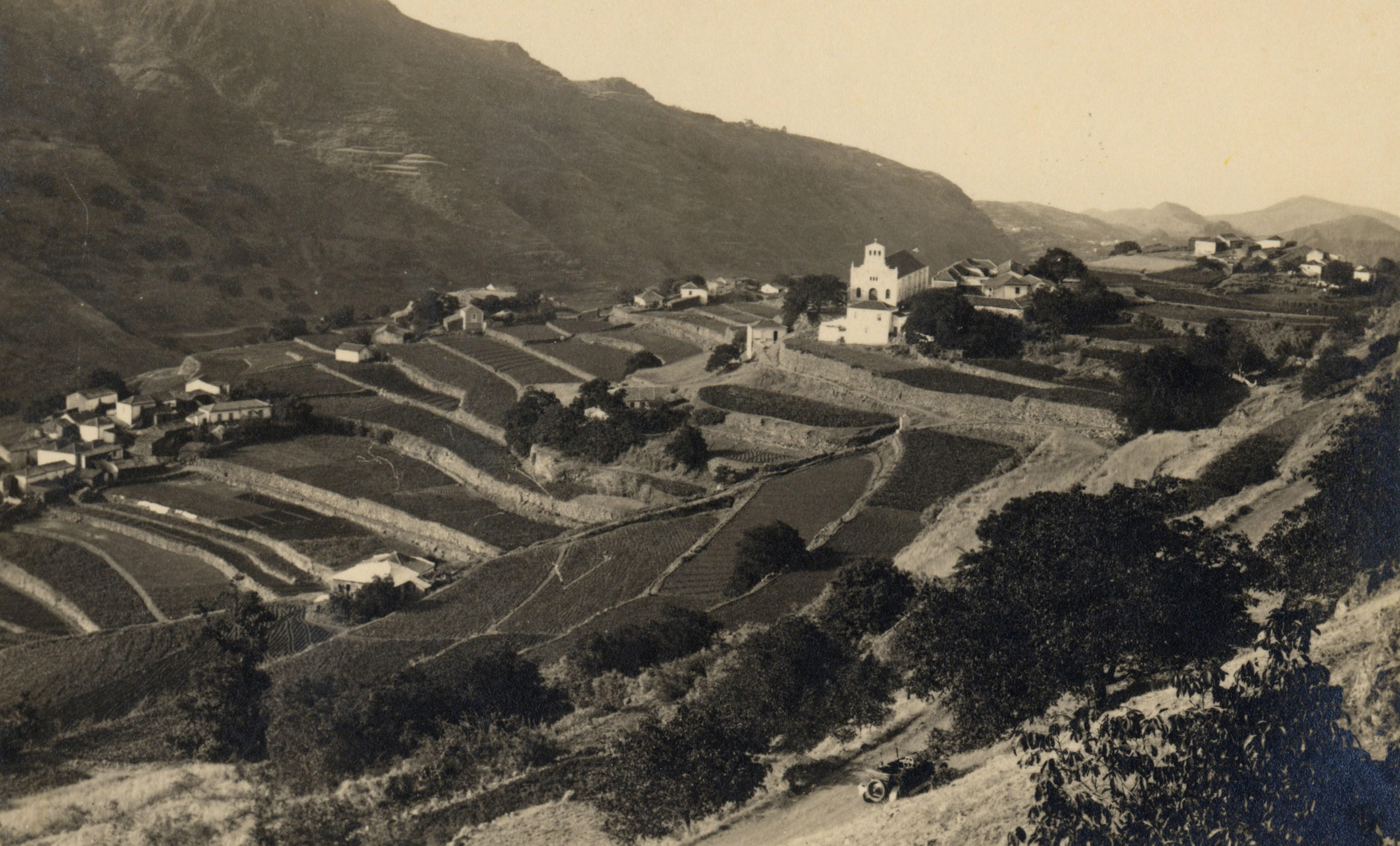
Cultivos en bancales en Las Lagunetas (año 1900)

Las LagunetasSe trata de un caserío de montaña situado a 1100 metros de altitud, suelo urbano en su núcleo principal y resto asentamiento rural, en cuya parte alta sus 587 moradores han sabido aprovechar el terreno abrupto para cultivar allí donde por la pendiente del barranco no era posible. Sus cultivos aterrazados en bancales son una muestra del ingenio y del saber hacer campesino. En el pago de Las Lagunetas siempre han recibido a sus vecinos emigrantes con ambiente festivo. Allí celebran la fiesta de Los Indianos, cuyo origen parece remontarse a 1909. El barrio dista 5,5 kilómetros del casco urbano.
UtiacaEn parte suelo urbano y en parte asentamiento rural, Utiaca es una pintoresca aldea localizada en el norte del municipio a 4 kilómetros del casco y a 850 metros de altitud, poblado por 573 personas. Su molino y los lavederos son piezas de alto valor etnográfico. Con el paso del tiempo, sus campesinos han sabido ir convirtiendo, paulatinamente, la dureza del terreno en la despensa de nuestros mercados.
Lomo CarboneroEsta población se encuentra en la carretera general hacia Teror, una vez pasado el barrio de Utiaca.
La Solana
AriñezSituado sobre los 1300 metros sobre el nivel del mar. Se trata del barrio más alto de todo el término municipal. Dista tan solo 6,5 kilómetros del casco y tiene censadas aproximadamente 250 personas. Su característica principal es su gran valor paisajístico.
Cruz del HerreroPequeño asentamiento poblacional, situado en las cercanías de la conocida presa de Aríñez, en su parte nororiental, mientras que por la suroccidental se encuentra el barrio de La Yedra. Cruce de caminos entre Las Lagunetas, La Yedra y Utiaca e incluso Teror, es un punto transitado por senderistas y visitantes. La población se ha visto reducida con el paso del tiempo pero posee buenos ejemplos de arquitectura tradicional canaria además de terrenos de cultivo en activo.
La YedraEs un barrio situado en una de las laderas del barranco de La Mina, a caballo entre Las Lagunetas en la zona superior y Utiaca en la inferior. Posee una variedad de casas cueva (excavadas o naturales) y por la diseminación de sus casas. Los terrenos de cultivo se presentan de forma escalonada como consecuencia de la orografía del lugar. Su ermita es una cueva y está dedicada San Antonio de Padua.
Cueva Grande
La Bodeguilla
El Gallego
Camaretas
Cruz de TejedaEn este caserío de 52 habitantes se levanta el Parador de Cruz de Tejeda y la cruz de piedra que da nombre al pago, por ello es muy visitado por turistas y gentes de la isla. Dista 8 kilómetros del casco y se encuentra a una altitud de 1400 metros.
GalazEl nombre de este asentamiento rural suele figurar en las estadísticas como Galas. Se trata de un caserío en el que habitan 33 personas al que separa un kilómetro de Cruz de Tejeda, situándose en su misma cota de altitud. Es el barrio que se encuentra más distante del casco, a 9 kilómetros del centro.
Hoya del Gamonal
Cruz del Saucillo
Risco PrietoEs un caserío distanciado del casco 6,4 kilómetros y a una altitud de 1320 m.

### Urbanismo
El cambio de modelo económico que se viene experimentando en Vega de San Mateo en las últimas décadas, ha propiciado el decaimiento de la agricultura tradicional en favor de otras actividades económicas que se dan fuera del municipio. Tales actividades, vinculadas principalmente al turismo y al sector servicios, suponen la ocupación de la franja costera sureste de la isla y el abandono poblacional de las áreas centro y norte con especial incidencia en los municipios de medianías. De esta forma se produce en San Mateo un descenso de la población de hecho y, simultáneamente, un significativo incremento de la edificación residencial, dándose el fenómeno de la segunda residencia que eleva el nivel edificatorio sin modificar el poblacional.
La dispersión es la característica más generalizada y relevante de la forma de asentamiento en el término municipal, con las escasas excepciones de algunas zonas del casco urbano y los pequeños núcleos de Las Lagunetas y San Francisco. Incluso en los núcleos históricos es difícil encontrar concentraciones de la edificación que superen la mera agregación de casas a lo largo de una vía.
Uno de los problemas más graves del territorio de San Mateo es la progresiva ocupación del suelo rústico por edificaciones y, en especial, del suelo potencialmente agrícola. Esta ocupación se produce mediante ampliaciones, al margen de la legalidad, de edificaciones rústicas existentes o con obra nueva completamente ilegal. La ausencia de planeamiento municipal, la escasa cultura urbanística y la falta de disciplina urbanística parecen estar en la base de este fenómeno.
El documento de Adaptación Básica del Plan General de Ordenación de la Vega de San Mateo del año 2005 clasifica como suelos urbanos los del casco de San Mateo, La Lechuza, Las Lagunetas, La Solana de Utiaca y Utiaca y el resto como suelo rústico de asentamiento rural y suelo rústico no edificable.

## Servicios

### Medios de comunicación

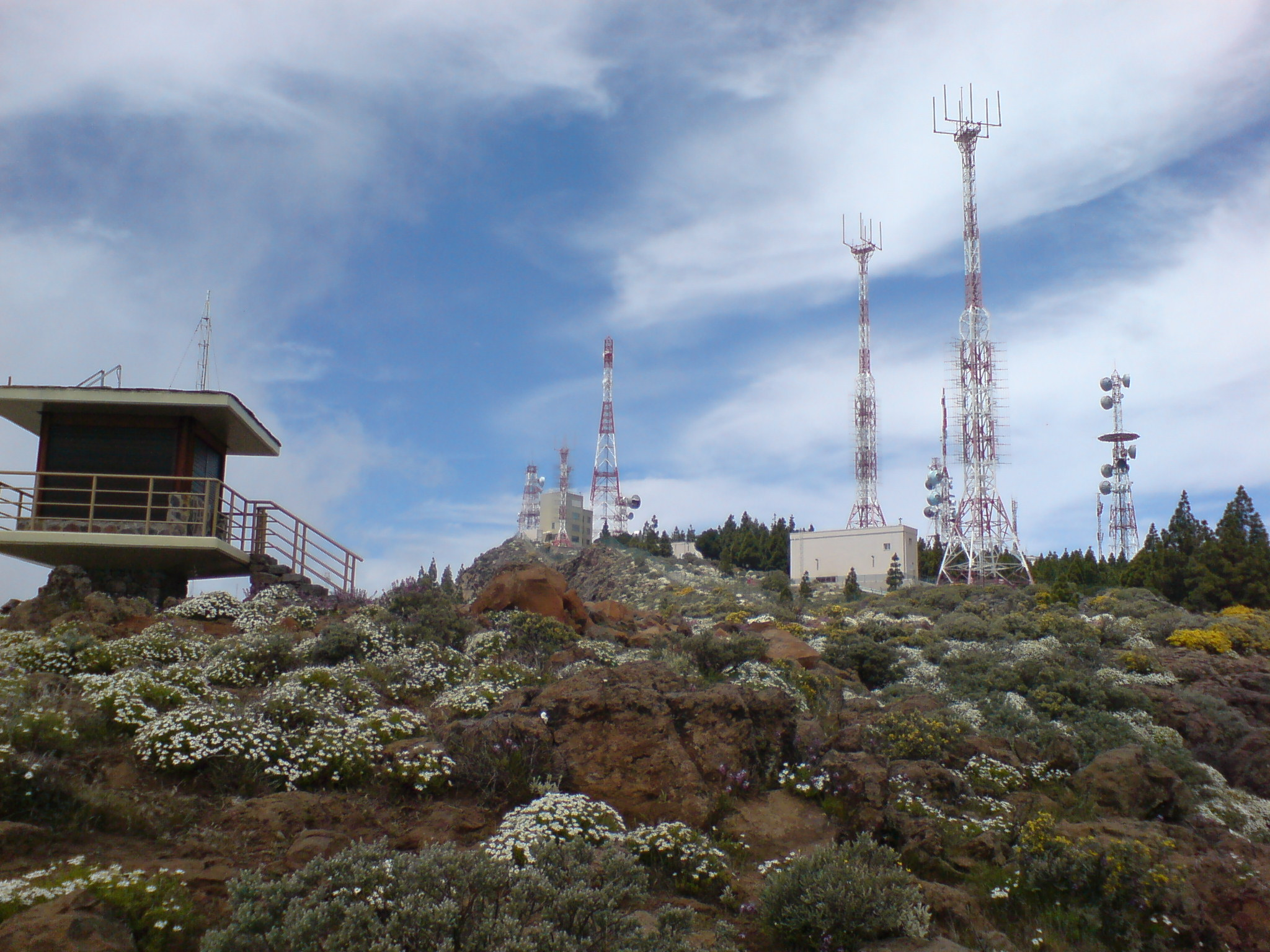
Estaciones radioeléctricas en Pico de la Gorra (1930), junto al Pozo de las Nieves

Desde el municipio tiene sus estudios y emite Radio Tinamar, que lo hace en la frecuencia modulada y pueden escucharse también en municipios aledaños. Existe además un periódico digital, www.noticiasdesanmateo.com. 
En el monte de Mesas de Galaz,compartido con Valleseco y cerca de la Cruz de Tejeda se encuentra el centro emisor de Radio Nacional de España para la banda de onda media con cobertura regional (28° 0′ 51″ N 15° 35′ 24″ O). En Pozo de Las Nieves (27° 57′ 35″ N 15° 33′ 34″ O) se encuentra un repetidor de televisión que cubre toda la isla y sirve de enlace con la isla de Tenerife y Madrid y en las inmediaciones, en Roque Redondo, el radioenlace de Telefónica.

### Medios de transporte
La ausencia de infraestructuras ferroviarias en las Islas Canarias, debido a lo marcado de su orografía, ha hecho posible el gran desarrollo de las carreteras como fórmula de comunicación interior en las islas. Estas infraestructuras permiten a los habitantes de San Mateo y a sus visitantes, llegar hasta puertos y aeropuerto, emplazados en municipios limítrofes, en poco menos de una hora. Sobre estas carreteras, discurre una bien vertebrada red de transporte público en autobús cuyas expediciones llegan hasta los más pequeños pagos del municipio. Existe, además, una helisuperficie permanente para emergencias, ubicada en las inmediaciones del pico de las Nieves.

#### Carreteras
Algunas de esta vías son:
Red principal
Carreteras que pertenecen a la Red Insular de Carreteras:
- GC-15, cruza el municipio de noreste a oeste para acabar en Tejeda pasando antes por la Cruz de Tejeda. Es la conocida como carretera del centro, la vía más importante de la comarca y la que vertebra sus comunicaciones, puesto que enlaza con la capital de la isla, Las Palmas de Gran Canaria, pasando por Santa Brígida. En los 20 kilómetros que transcurren dentro del término municipal, da acceso a importantes pagos y lugares como La Lechuza, Las Lagunetas, barranco de la Mina y Cruz de Tejeda. Esta vía, al entrar en el casco, se convierte en la avenida Tinamar.
- GC-41, la salida hacia el este por la conocida como carretera de Tenteniguada, acerca la capital municipal a Valsequillo y Telde y de ahí por la autopista hasta el aeropuerto de Gran Canaria. Por el municipio transcurren sus primeros 4 kilómetros y el tramo que discurre dentro del casco recibe el nombre de calle del Agua.
- GC-42, constituye la vía de entrada al municipio desde el norte. Une Teror con San Mateo por Lomo Carbonero y Utiaca. Casi la mitad de su trazado discurre dentro del municipio.

Red complementaria
Ramales de la red principal que parten de la vía que indica su primer dígito, con características diferenciadas, proporcionan acceso a pequeños núcleos de población:
- GC-130, desde Llanos de la Pez y Pargana hasta La Calderilla.
- GC-150, parte desde Cruz Tejeda para llegar hasta Pinos de Gáldar.
- GC-230, llega hasta Valleseco por Cueva Corcho.
- GC-400, es un desvío de la GC-42 que une la presa de Aríñez y el barrio de Aríñez con la carretera GC-230.
- GC-600, desde Las Rosas a La Cruz de los Llanos por Cueva Grande y Las Mesas, donde se encuentra la zona recreativa, recorre los pinares de Llanos de la Pez para terminar en Ayacata (Tejeda). Un poco antes de llegar, desde una curva de la carretera, arranca el camino al Roque Nublo.

Red local
Ramales de la red principal y de la complementaria que parten de la vía que indican su dos primeros dígitos, con la misma finalidad que las de la red complementaria:
- GC-134, termina en el pico de las Nieves en la linde municipal con Tejeda y San Bartolomé de Tirajana.
- GC-135, hasta pico de la Gorra por las Emisoras, al borde de la Caldera de Tirajana.
- GC-151, va desde Santa Brígida hasta Lomo Carbonero por Lomo Espino y La Solana bordeando el barranco de la Mina.
- GC-153, llega hasta Montaña la Bodeguilla (846 m s. n. m.), en el linde con Santa Brígida.
- GC-154, parte desde las instalaciones vitivinícolas de la Bodega Insular para enlazar el centro hípico y el mirador de Montaña Cabreja.
- GC-155, baja hasta Las Lagunetas.
- GC-414, va hasta La Lechucilla bordeando el barranco de la Higuera o de la Lechucilla.
- GC-421, llega hasta La Yedra y Cruz del Herrero
- GC-422, une los barrios de Utiaca.
- GC-423, sirve de acceso a la Cruz del Herrero.

#### Transporte público

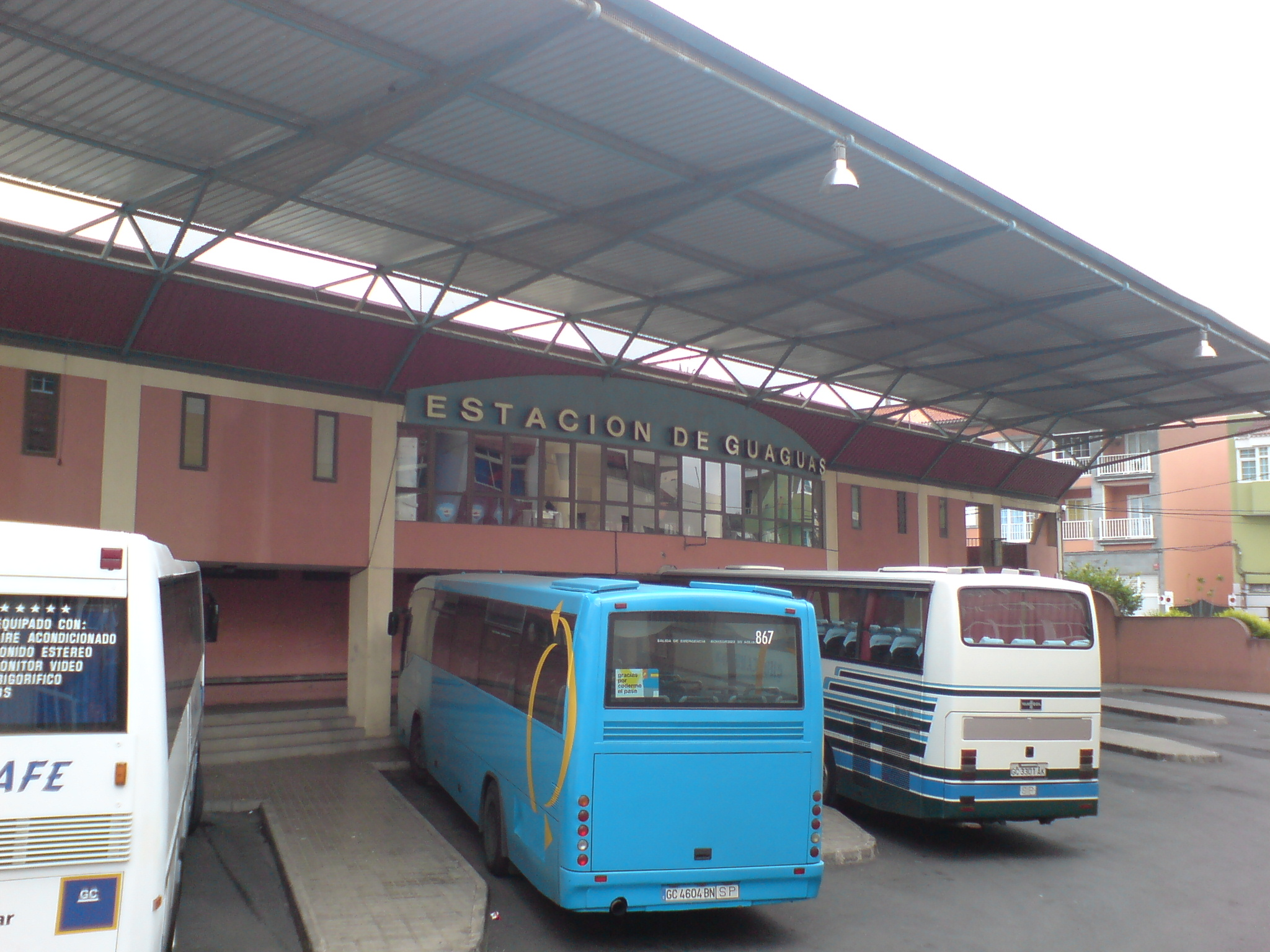
Antigua estación de guaguas

GuaguaEl municipio no cuenta con líneas urbanas propias ni que enlacen los distintos barrios entre sí y con la capital municipal. Este servicio es prestado por la empresa Global, quien tiene la concesión del transporte interurbano mediante guaguas en toda la isla. Varias líneas llegan hasta la nueva Parada Preferente, ubicada en los aledaños del Mercado Agrícola, y parten desde ahí hacia otras localidades. La estación de Guaguas fue cerrada para la posterior puesta en marcha de zonas de aparcamientos y el proyecto de remodelación de la plaza situada en el plano superior. A continuación se enumeran las líneas de transporte:
| - 13: Telde - San Mateo - 214: Teror - San Mateo - 303: Las Palmas de Gran Canaria - San Mateo (comunica el municipio con la capital de la isla) - 305: Tejeda - San Mateo - 306: San Mateo - Instituto San Mateo (comunica varios barrios del municipio con su capital y con el IES Vega de San Mateo) - 307: San Mateo - Aríñez - Las Lagunetas - San Mateo (línea circular que comunica varios barrios) - 308: Santa Brígida - San Mateo (comunica el casco con los barrios de El Retiro, Lomo Caballo, La Yedra, Utiaca, Lomo Carbonero y La Solana, entre otros; y con el municipio de Santa Brígida) |

### Educación
La oferta educativa pública de Vega de San Mateo cuenta con seis colegios de enseñanza infantil y primaria (hasta 12 años) y un instituto de educación secundaria (el antiguo Instituto Bivalente Vega de San Mateo) en el que se cursan los niveles de ESO, bachillerato y ciclos formativos de formación profesional. Además existe una escuela municipal de música en donde se imparten el primer ciclo de enseñanzas artísticas, rama de música, además de otras enseñanzas y actividades extra académicas. No existen centros privados en el ámbito municipal y su población universitaria ha de desplazarse a los diferentes campus de la Universidad de Las Palmas de Gran Canaria en otros municipios. El más cercano y principal, el Campus de Tafira en Las Palmas de Gran Canaria, dista del casco de San Mateo 16 kilómetros.

### Sanidad
En Vega de San Mateo no hay hospitales, por lo que solo se proporciona la atención primaria a través de los servicios del centro de salud ubicado en el casco del pueblo, teniendo los pacientes que trasladarse hasta Las Palmas de Gran Canaria para recibir atención especializada ambulatoria o servicios hospitalarios. Generalmente los pacientes son derivados al Hospital Doctor Negrín. Para los pacientes perífericos, existen consultorios locales en Las Lagunetas, Utiaca y Aríñez que atienden de forma rotatoria uno o dos días a la semana. El centro de salud dispone de un servicio de urgencias operativo las 24 horas. El servicio de farmacia cuenta con tres dispensarios situados en el casco.

## Economía
La economía del municipio se ha centrado tradicionalmente en el sector primario. La ganadería y, fundamentalmente, la agricultura son los pilares del desarrollo municipal, donde se dan cultivos de medianías (frutales, hortalizas de consumo interno y papas) con una importante producción hortofrutícola, en la que destaca la papa como cultivo principal, cuya cosecha supone un alto coste por el consumo de agua que conlleva. No en vano el municipio es conocido como la Vega, por la feracidad de sus tierras y buena muestra de ello son las importantes extensiones de terreno dedicadas al cultivo del calabacín, el melocotón, la acelga, la ciruela, la calabaza y la pera, entre otros.
Fuera del ámbito agropecuario, ya desde el siglo XIX el municipio celebraba una muy concurrida feria de ganado, relacionado con las labores en el campo. Sin embargo, la actividad ganadera ha experimentado un franco retroseso en las últimas décadas con la implantación de la maquinaria agrícola, y hoy se considera una actividad complementaria a la agricultura. Se utiliza la mano de obra familiar para rentabilizar la explotación y se considera importante la tradición para la elaboración de quesos artesanos. El censo ganadero arrojaba en el año 2001 una importante cantidad de cabezas de ganado caprino (1117), seguido del ovino con 509 cabezas y del bovino con 494.
En los últimos años, en el municipio ha experimentado un moderado crecimiento el sector servicios. De hecho el 60 % de la población ocupada del municipio se dedica a diferentes tareas dentro de este sector terciario, entre las que destacan el comercio (15 %), la educación (7,65 %) y la hostelería y restauración (7,24 %), rama esta última que está experimentando un cierto crecimiento gracias a la gran cantidad de restaurantes que pueden encontrarse en el municipio y a la creciente oferta alojativa en turismo rural.
La capital municipal es lugar de paso para los que van y vienen de la cumbre de la isla. Celebra los fines de semana un mercadillo agrícola y artesanal muy concurrido, visitado por más de 5000 personas, siendo uno de los más frecuentados de Canarias. En este mercadillo se puede encontrar una buena muestra de los productos de la Vega. También es muy popular la feria de ganado que se celebra, principalmente, con motivo de las fiestas patronales, pero hoy día ya con valor más simbólico que económico.

### Turismo
El turismo está poco desarrollado en el municipio, pese a tener un patrimonio etnográfico y varios lugares de interés. Sin embargo, con el auge del turismo rural, una pequeña oferta de casas y hoteles rurales va creciendo en número y en calidad. Además, el municipio se encuentra enclavado en entorno que merece muchos paseos y para ello dispone de una amplia red de itinerarios peatonales, antiguos caminos Reales, de gran interés turístico, histórico y etnográfico.

### Hostelería
El municipio cuenta una oferta de alojamientos en el medio rural distribuida principalmente en casas y hoteles rurales. 
- El Parador de Cruz de Tejeda, situado en el lugar del mismo nombre, es una construcción típica canaria que destaca por las vistas que pueden contemplarse desde sus terrazas y por la gran cruz de piedra que preside su entrada. En su restaurante se puede degustar una variada muestra de la gastronomía canaria con platos como el potaje de berros, conejo en salmorejo, baifo (cabrito), papas arrugadas con mojos y bienmesabe de Tejeda. Está calificado con categoría de cuatro estrellas, dispone de 43 habitaciones dobles y cuenta con piscina climatizada y de temporada, aire acondicionado y calefacción, gimnasio, zona de juegos infantiles y spa.[22]

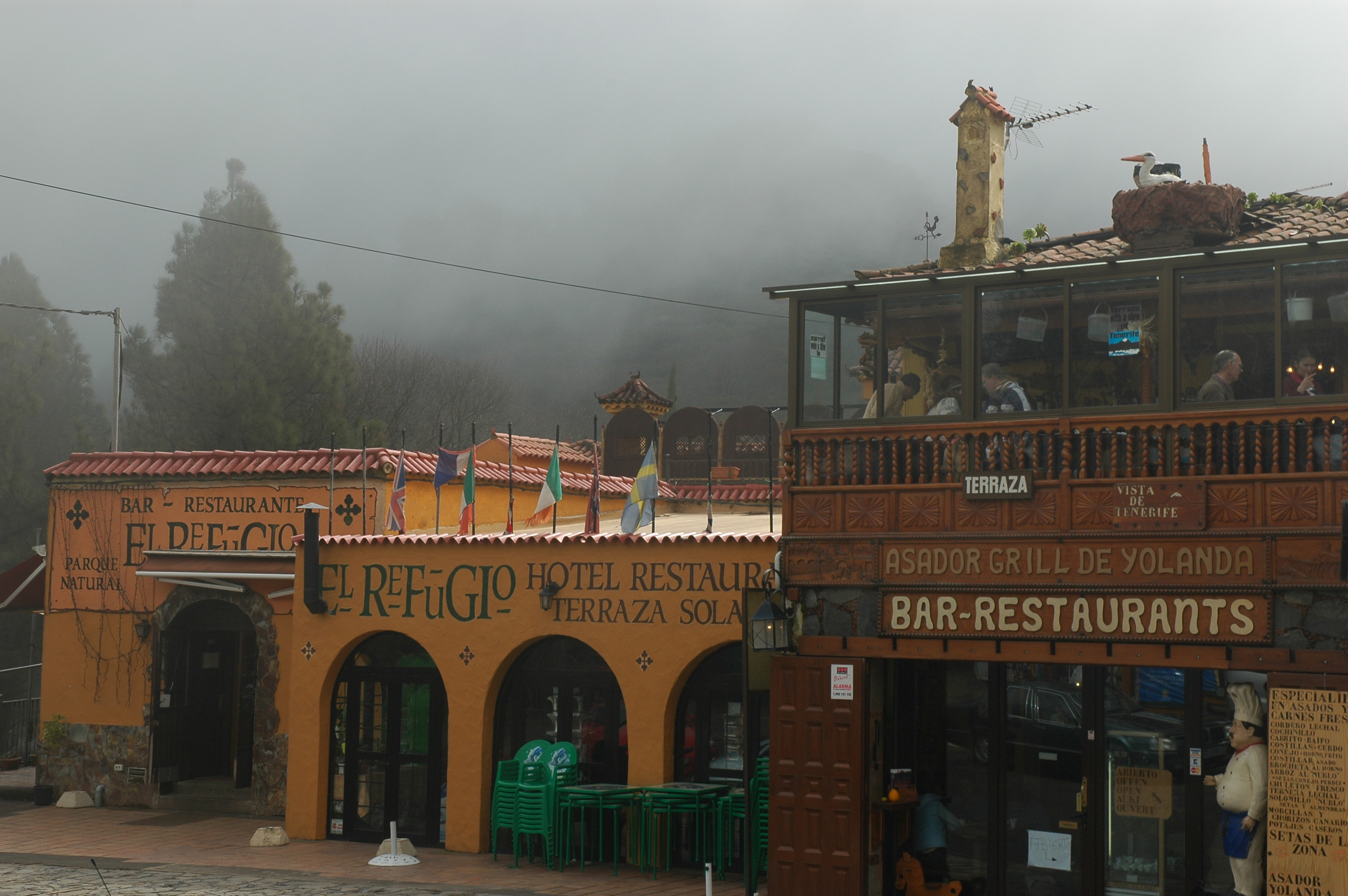
Establecimientos hosteleros en Cruz de Tejeda

En Vega de San Mateo existen dos hoteles rurales:
- Hotel Rural El Refugio, en la Cruz de Tejeda
- Hotel Rural Las Calas, en La Lechuza

Existen varias casas rurales que están gestionadas, bien por centrales de reserva, o directamente por sus propietarios.
Además, para colectivos y asociaciones se encuentra disponible el albergue Camaretas, aula en la naturaleza ubicada cerca de la Hoya del Gamonal, de propiedad municipal y gestión privada, con capacidad para 30 personas y la posibilidad de organizar diversas actividades en la naturaleza.

### Vitivinicultura

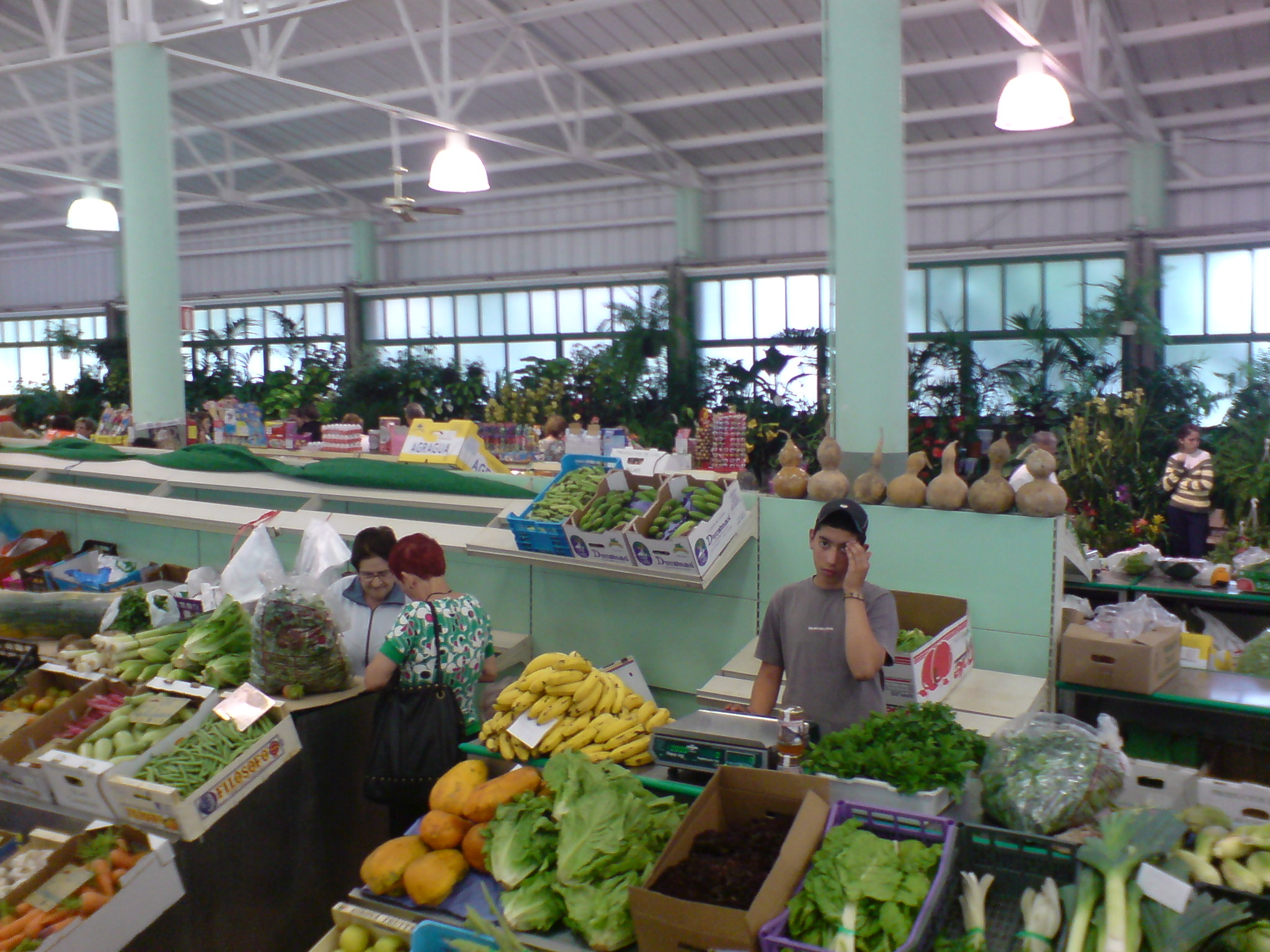
Mercado agrícola

En las inmediaciones de Montaña Cabreja, la bodega Insular sin funcionar. No en vano, San Mateo se ha convertido en 2006 en el mayor productor de uva de la Denominación de Origen Gran Canaria con una producción total de 87 000 kilogramos, el 13 % de la de toda la denominación de origen, solo superado por el municipio vecino de Santa Brígida.
Hay censados 57 viticultores con parcelas registradas en la Vega, en cuyas tierras se extienden 38,83 hectáreas cultivadas de viñedos, siendo la uva listán negro el tipo de vid más usual, que concentra casi el 60 % de la producción del municipio. En San Mateo se ubican cinco bodegas y existen cuatro más en otras localidades que elaboran vino con uva de la Vega.

## Cultura
La principal oferta cultural del municipio se programa en la sala de exposiciones La Caldereta, alojada dentro de un inmueble del casco con más de un siglo de antigüedad que ha sido rehabilitado para fines culturales y expositivos. Anexa a este edificio se encuentra la Escuela de dibujo y pintura Luján Pérez. Otros espacios socioculturales del municipio son la Casa de la Juventud y la Música, la biblioteca, dotada de sala de estudios y sala multimedia, el archivo histórico municipal, la escuela municipal de música, el local sociocultural multiusos y el albergue-aula en la naturaleza de Camaretas. La vida cultural del pueblo se dinamiza por medio de diferentes asociaciones y colectivos sociales, vecinales, culturales y musicales.

### Artesanía

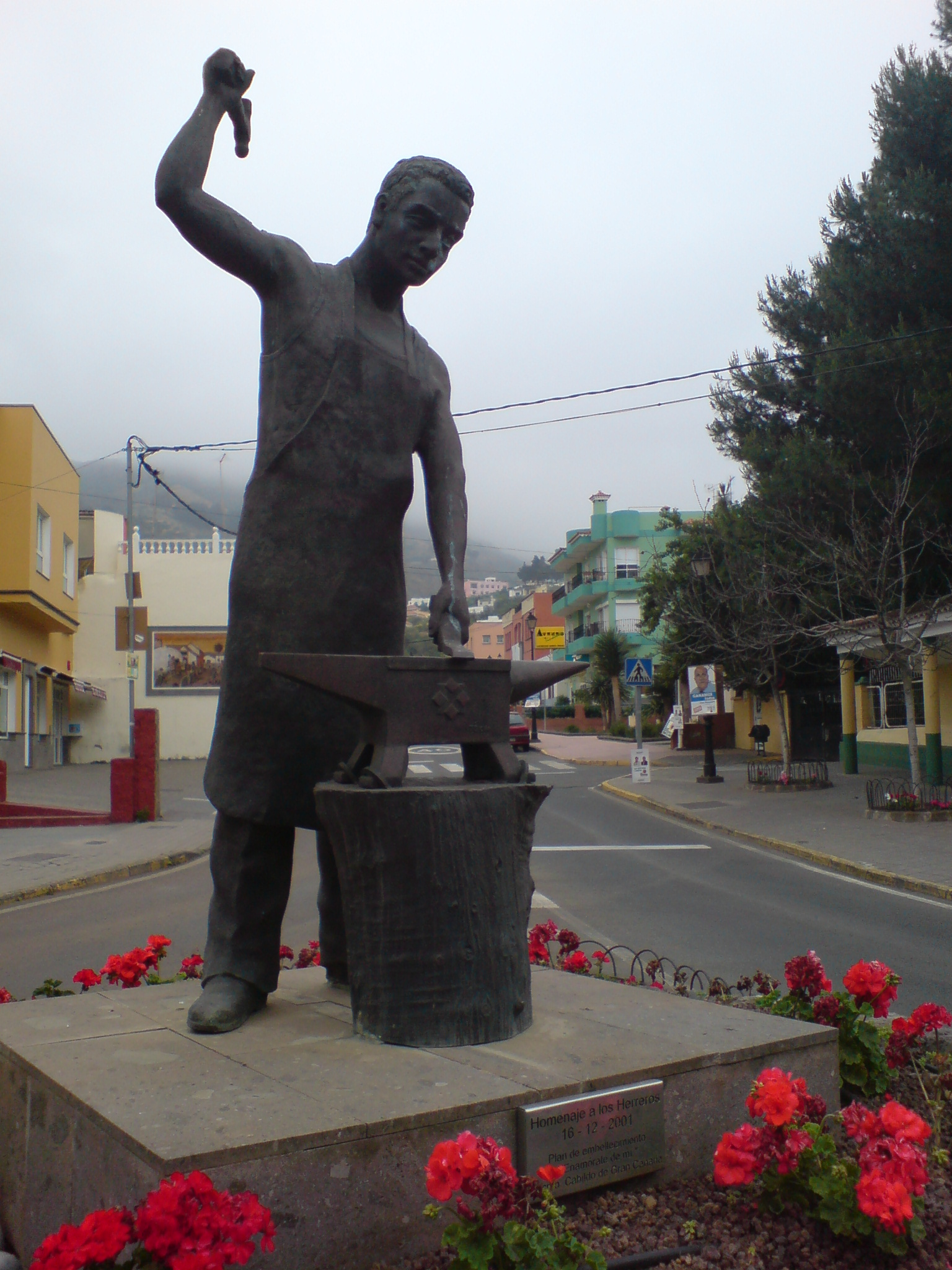
Homenaje a los artesanos herreros

En la Vega encontraremos varios talleres de artesanos de los más variados oficios y una buena muestra de su trabajo cada fin de semana expuesta en el mercadillo. Las famosas ferias y exposiciones de ganado, que aún siguen convocándose en el municipio con ocasión de festividades populares o religiosas, son otra muestra de artesanía elaborada por los propios campesinos, donde los animales, en mutua competencia, lucen artísticos cencerros, originales sillas de montar y otros útiles aperos de labranza. Son igualmente destacables la confección de traperas (mantel) y otras prendas hechas con lana y cuero (en Las Lagunetas y en la Cruz de Tejeda), la cuchillería con mangos engastados en hueso y cuerno (los tradicionales cuchillos canarios), el mobiliario de madera tallada y las labores de cestería realizadas con mimbre y caña.

### Tradiciones y fiestas populares
Las fiestas locales se vinculan con su actividad agrícola, destacando las patronales en honor de San Mateo Apóstol (21 de septiembre) cuyos festejos se desarrollan durante todo el mes de septiembre, entre los que destacan diversas manifestaciones costumbristas como una típica romería-ofrenda al patrono, carreras de caballos y una feria de ganado. Ha tomado relevancia la Bajada del Vino, festejo que promociona los vinos locales haciendo un recorrido por áreas vitivinícolas y llegando a la localidad. También relacionada con las costumbres y faenas campesinas, se celebra el primer fin de semana de julio la Fiesta del Agricultor, donde tienen lugar diversas actividades tradicionales como la trilla con ganado.
Durante la primera quincena de mayo, las fiestas en honor de la Virgen de Fátima (13 de mayo), cubren de alfombras multicolores, durante una semana, las calles del casco. También son dignas de reseñar las fiestas de Santa Ana que se celebran el 26 de julio de cada año y la fiesta de los finados, que se celebra por difuntos el 1 de noviembre, y en la que se hace un popular tostadero de castañas en las calles del pueblo.
Las Fiestas de los Indianos se celebran el segundo fin de semana del mes de julio en el barrio de Las Lagunetas y festejan el retorno de la gran colonia veguera que emigró a Cuba en el siglo XVIII, conocidos desde entonces como indianos.

### Gastronomía
Por lo general no difiere mucho de la del resto de la isla. Como especialidad gastronómica local, el municipio destaca por la elaboración de quesos, en sus variedades tierno (la más demandada), curado y semi curado o semi tierno; realizados únicamente con leche de vaca, oveja y cabra o con una mezcla de ellas. La Vega cuenta con numerosos restaurantes en los que degustar sus quesos y los vinos de la comarca. En ellos podemos encontrar platos elaborados con productos frescos de San Mateo como los potajes de berros o de jaramagos, la carne preparada en todas sus variedades o la repostería típica como el bienmesabe y las dulcería en general.

### Ocio

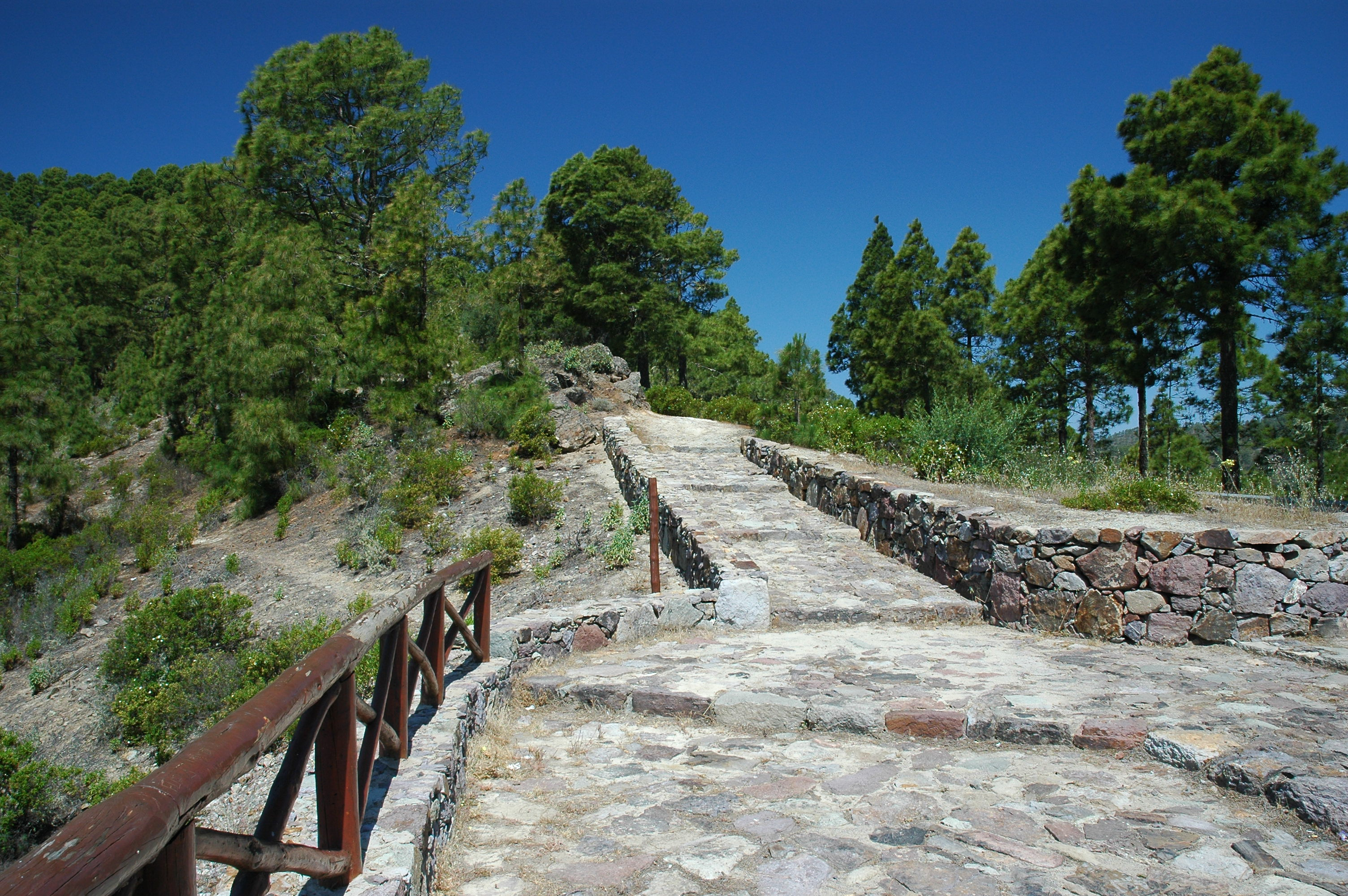
Inicio de sendero

Para el disfrute de lugareños y visitantes, San Mateo dispone de una variada oferta de ocio.
Paseos ecuestresExisten dos centros hípicos (en Montaña Cabreja y en Llanos de Ana López) donde organizan paseos a caballo por diferentes zonas del municipio.
Merenderos y barbacoasBajo la sombra de las numerosas arboledas y pinares que jalonan el municipio, se extienden varias áreas recreativas provistas de mesas y barbacoas, como las de El Calero (La Lechucilla) o las de Llanos de Ana López (en Cueva Grande), con capacidad para 500 visitantes y dotada de aparcamientos, barbacoas, mesas con asientos, agua potable, aseos, kiosco-bar y zona de juegos infantiles.
SenderismoSan Mateo ha sido siempre lugar de paso y buena prueba de ello son los senderos y caminos Reales que discurren por el municipio. Desde La Cruz de Tejeda parte una red radial de antiguos caminos Reales recientemente recuperados. Gran parte de los que recorren el término municipal lo hacen dentro del paisaje protegido de Las Cumbres, en un entorno armónico de carácter rural y forestal.
AstronomíaEl municipio posee uno de los mejores cielos de Gran Canaria para la observación astronómica. Desde las inmediaciones del pico de las Nieves y en muchos de los barrios cumbreros de San Mateo, las condiciones de visibilidad son adecuadas para la contemplación del firmamento con medios aficionados. En el casco urbano se encuentra el Centro Astronómico Roque Saucillo, primer observatorio urbano de Canarias orientado a la divulgación, turismo e investigación amateur. Un ambicioso proyecto avalado por AstroEduca.com en colaboración con el Ayuntamiento de Vega de San Mateo donde se ofrecen semanalmente actividades divulgación astronómica, observacional y visitas guiadas entre otras. Apenas a un kilómetro del casco urbano, en Montaña Cabreja, se encuentra uno de los observatorios no profesionales más activos de España, desde el cual se llevan a cabo, desde su apertura en 1995, diferentes observaciones didácticas y labores de investigación bajo el código J45 del Centro de Planetas Menores. En la cabecera del barranco de la Avejerilla, entre La Calderilla y Los Pechos, está instalado desde el verano del año 2000 el observatorio aficionado de la Agrupación Astronómica de Gran Canaria, que ha sido el primero en Canarias en obtener el código Centro de Planetas Menores para la observación de asteroides y cometas.
AcampadaEn la cumbre, se encuentran habilitadas algunas áreas de acampada reducida enmarcadas en un entorno de pinar canario con rodales de pinos foráneos, en las que se permite acampar en pequeños grupos previamente autorizados por el departamento de Medio Ambiente del Cabildo Insular. En la carretera que se dirige al pico de las Nieves encontramos la zona de acampada de Alto del Pozo y en las inmediaciones de Cueva Grande, la de Llanos del Salado.

### Deporte
El deporte estrella en Vega de San Mateo es el fútbol. El equipo local es el Club de Fútbol Panadería Pulido San Mateo con filiales que militan en distintas categorías. De esta cantera han salido jugadores como Pedro Vega Rodríguez, que llegó a estar en plantilla de la Unión Deportiva Las Palmas. Otros deportes populares son el baloncesto, el ciclismo y los deportes de motor, contando con una gran afición. La subida ciclista al pico de las Nieves, por la dureza de sus rampas, es practicada por ciclistas profesionales y aficionados provenientes de toda Europa en sus entrenamientos de pretemporada, aprovechando la benignidad del clima de la isla.
En cuanto a instalaciones deportivas, San Mateo cuenta con un campo de fútbol de césped artificial, un polideportivo, dos canchas de fútbol sala (una de ellas de césped artificial), un terrero de lucha canaria, dos pistas de pádel, y una piscina municipal en la que hay una escuela de natación y se cuenta con un extenso programa de actividades polideportivas. Fuera del casco se dispone de instalaciones deportivas en los barrios de La Solana, Las Lagunetas, La Lechuza, Utiaca, Aríñez y Cueva Grande.

#### Lucha canaria
El club de lucha canaria Tinamar es el máximo exponente de la gran afición por la lucha canaria que hay en la Vega. Los orígenes de esta afición son inciertos, pero ya en la primera mitad del siglo XX los aficionados a este deporte acudían a municipios vecinos para disfrutar de las agarragadas. En la década de los cuarenta se forma el equipo Saucillo, precursor del actual Tinamar que, al no contar con instalaciones adecuadas, entrenaba en locales particulares y en la propia calle, mientras que las luchadas se celebraban en donde hoy está ubicado el mercado agrícola y en la alameda de Santa Ana. Más tarde se construiría el terrero municipal frente al molino de gofio del pueblo, en la calle de Canónigo Tomás Ventura.
En sus comienzos, la equipación de los luchadores era completamente blanca para posteriormente pasar a usar una indumentaria compuesta por camisola amarilla y calzón azul oscuro. A principios de los setenta del siglo XX comienza a defender los colores actuales, camisa naranja y pantalón azul, combinación de colores que terminaría adoptando el ayuntamiento para la bandera del municipio.
En 1978 el Tinamar consigue ascender por primera vez en su historia a categoría preferente. En 1986 se alcanza la máxima categoría regional, siendo uno de los pocos clubes del archipiélago que aún la mantiene. En 1991 obtiene el máximo título regional al proclamarse campeón de la Liga de Preferente Coronas y durante los últimos años ha llegado a ser subcampeón de la Liga Regional Gobierno de Canarias durante varias temporadas consecutivas. Gracias a estos éxitos, el club consiguió que los aficionados abarrotasen terreros y pabellones deportivos, siendo uno de los clubes que ha hecho de la lucha canaria un deporte de masas.

## Monumentos y lugares de interés

#### Casco antiguo
Presenta una muestra de estilos muy diversos que van desde el neoclásico, eclecticismo, posguerra y neocanario. De la trasera de las casas consistoriales parte la calle Caldereta, vía peatonal que recuerda cómo eran las calles de antaño, y en la que podemos encontrar una pequeña muestra de casas de estilo arquitectónico canario, tejadas y cubiertas con musgos. Entre los conjuntos arquitectónicos más emblemáticos del casco se pueden destacar la iglesia parroquial, la ermita de Lourdes, la alameda de Santa Ana y el molino de Fuego (donde se molía gofio).

#### Iglesia parroquial de San Mateo Apóstol

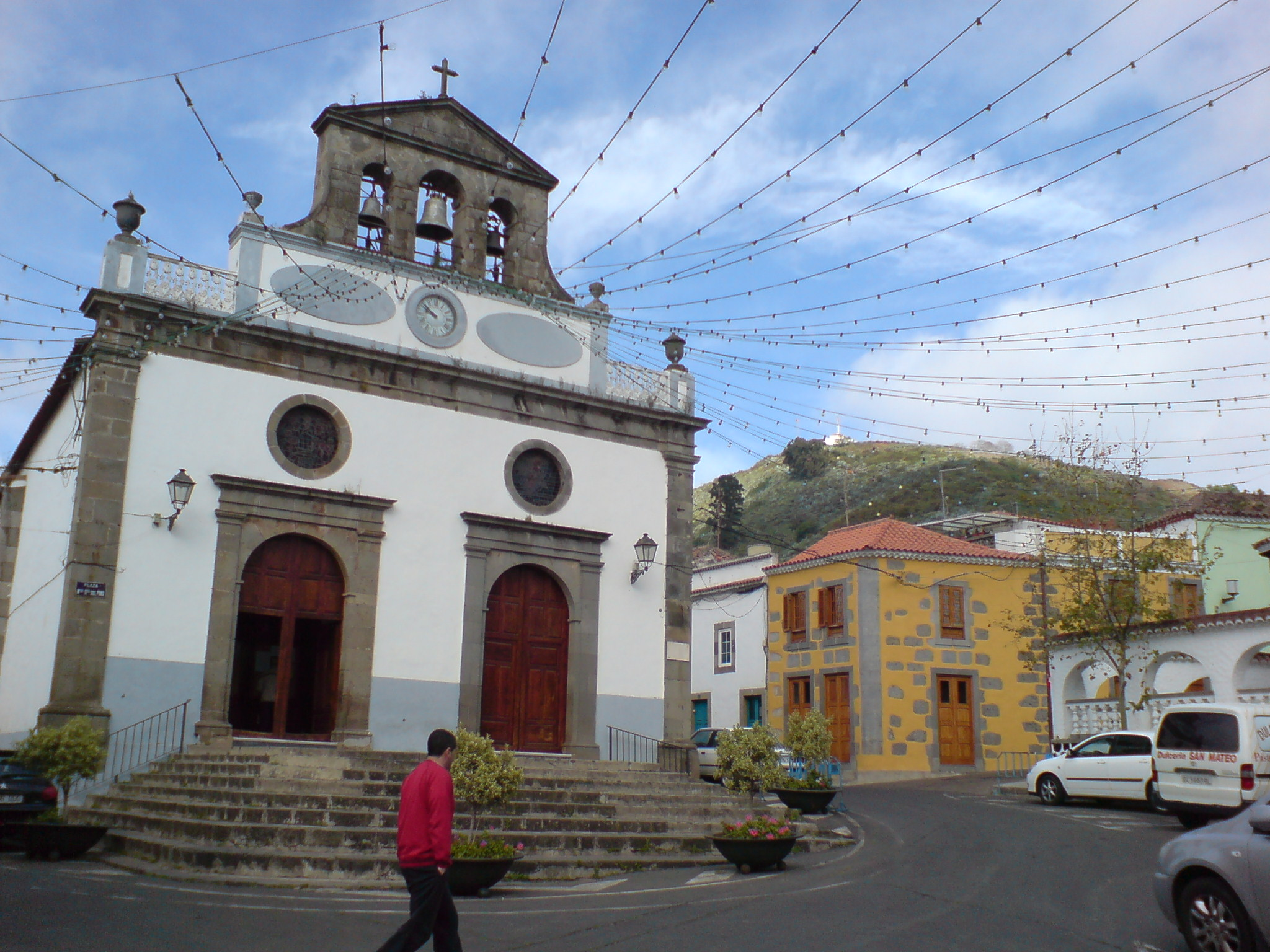
Iglesia de San Mateo Apóstol

Consagrada a San Mateo Apóstol, es un edificio levantado a lo largo del siglo XIX. Su estructura muestra una disposición poco frecuente en este tipo de edificaciones, conformada originariamente por una nave rectangular que data de 1800 a la que se le anexó en su lado norte otra, que se concluyó en 1895, de la misma altura pero más estrecha, lo que causa una disimetría espacial en su interior.
La fachada principal, enmarcada por pilastras de cantería en sus extremos y rematada con una cornisa, está coronada con una espadaña grande en cuya base se encuentra el reloj y en la parte superior el cuerpo para tres campanas, todo ello proyectado por José Luján Pérez.
En el interior hay una talla de San Mateo que se le atribuye a Luján.
Esta iglesia, en su conjunto, muestra una fusión de varios estilos arquitectónicos donde sobresalen el clasicismo, el academicismo y el mudéjar.

#### Alameda de Santa Ana

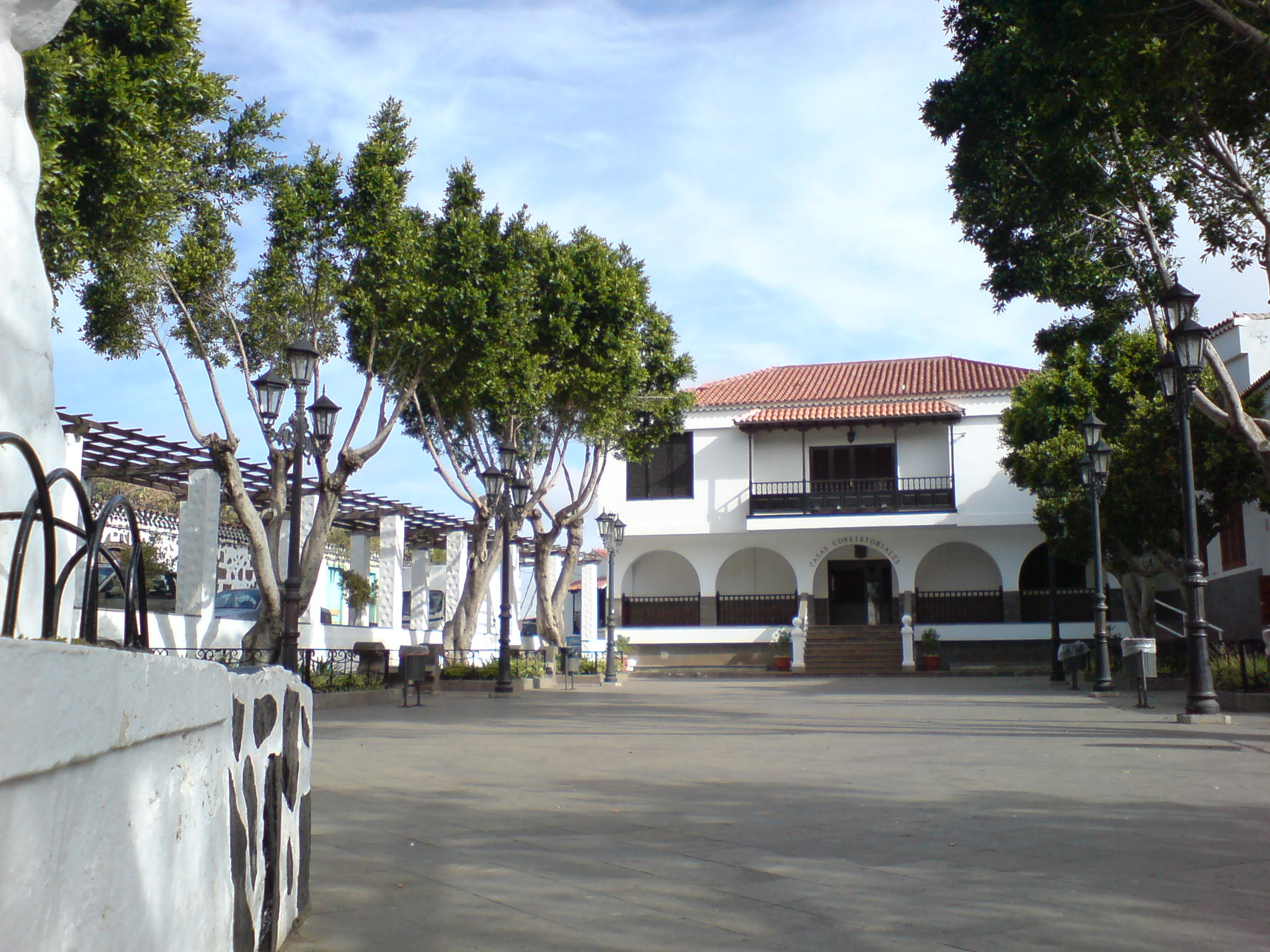
Alameda y casas consistoriales

Situada junto a la iglesia, fue construida en 1943. Para ello el ayuntamiento adquirió solares en el lugar que ocupaba una antigua panadería, cuyo horno estaba situado en el lugar que hoy ocupa el quiosco de la música. Actualmente conforma, junto a las casas consistoriales y la iglesia, un conjunto de estilo neocanario muy depurado.

#### La Cantonera
Es un conjunto separado de edificaciones levantadas en la segunda mitad del siglo XVIII compuesto por viviendas entre fachadas medianeras y edificaciones aisladas de antiguas fincas, que con el paso del tiempo, han quedado en pleno centro del casco del pueblo entre otras construcciones más recientes.
Las casas tienen dos alturas y están rematadas con techumbres a dos aguas con cubiertas de tejas. De las fachadas sobresalen varios balcones o corredores en las plantas superiores, sostenidos con pies derechos, todo ello en madera.
El conjunto fue rehabilitado en 1999, siguiendo un proyecto del arquitecto José Sacanelles, para darle nuevos usos como hotel rural y restaurante, y también como centro cultural, aunque actualmente se encuentra cerrado y sin uso.
El museo mostraba en sus salas una exhaustiva recopilación de objetos relacionados con las actividades económicas tradicionales que lo convirtieron en uno de los museos de estas características más notables de cuantos hay en Canarias. Sus fondos abarcaban una colección de más de 12 000 piezas de mobiliario, cerámica, artesanía, útiles de cocina, objetos de culto o aparejos de labranza, de uso por ganaderos, alfareros, tejedores, herreros, etc., que conformaban un buen recuerdo de la actividad agropecuaria que predominaba en el municipio. En 2012, después de permanecer un lustro cerrado, fue adquirido por el Ayuntamiento de Vega de San Mateo, y en la actualidad permanece cerrado.

#### El molino de fuego

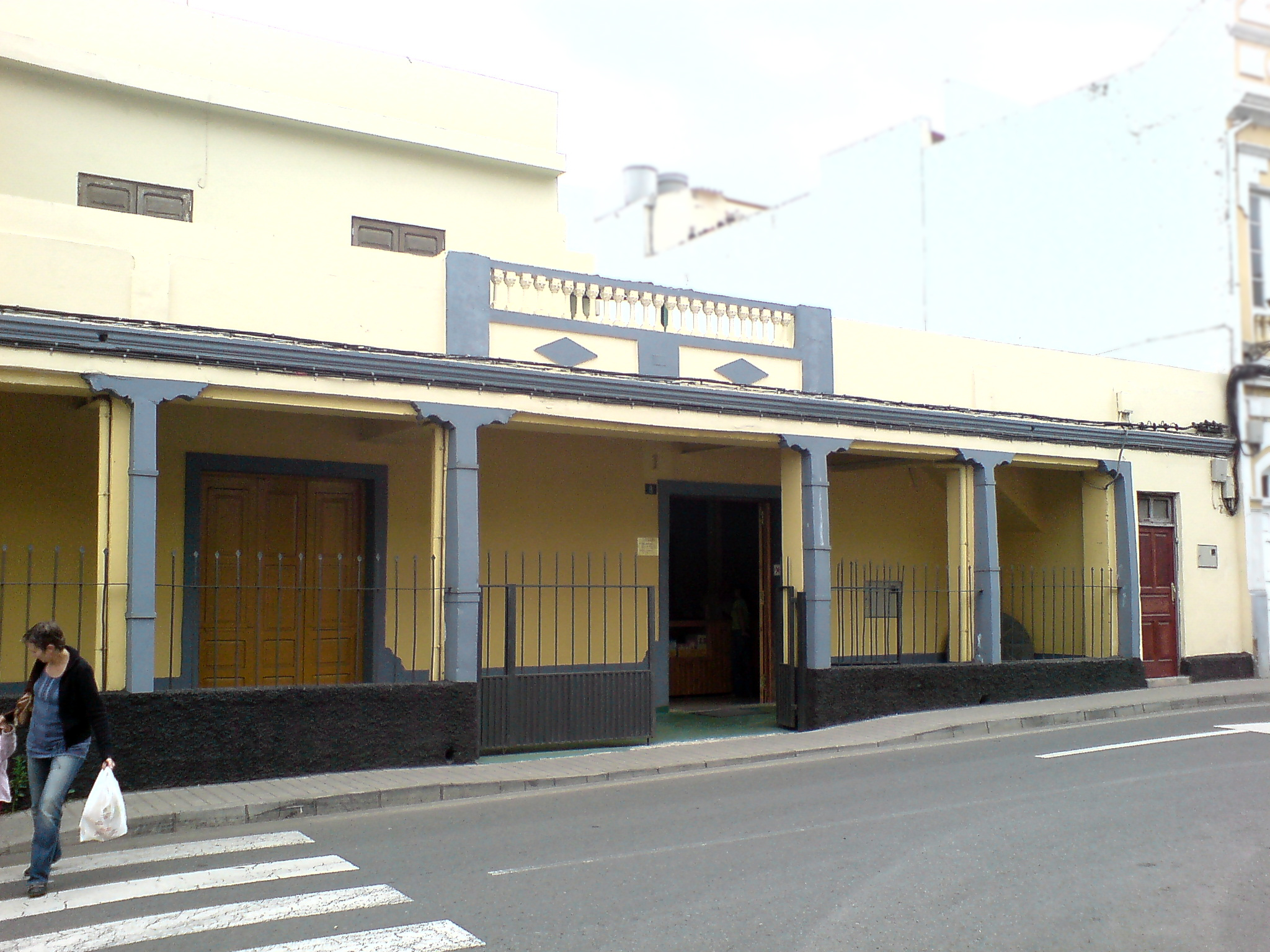
Molino de fuego de San Mateo

Este fue uno de los quince molinos que llegaron a funcionar en San Mateo dedicados principalmente a la molienda de millo para obtener el gofio. Su particularidad residía en el propulsor diésel que fue instalado en el año 1927 por su propietario Dionisio Jiménez, y que hacía funcionar todo el molino.
La maquinaria está formada por un motor térmico Ruston de 25 CV que servía para accionar la maquinaria de molienda y una dinamo de 15 kW que se empleó para suministrar electricidad por primera vez al pueblo, hasta que en 1943 se entregó la concesión a Unelco. La molienda se realizaba con molino harinero, de la misma marca que el motor, con dos juegos de piedra y armazón de hierro.
Durante los 75 años que estuvo en funcionamiento este molino, fue un punto de encuentro muy popular de San Mateo, lugar habitual de tertulias y noticiero del pueblo, llegando a celebrarse en sus instalaciones algunos mítines políticos durante la II República. Se encuentra ubicado dentro de un edificio de 190 m² de la calle del Agua, en la salida del casco urbano hacia Valsequillo, con parte de su maquinaria en buen estado, que hoy día sigue en funcionamiento apoyada en métodos más modernos.

#### Mercado Agrícola y Artesanal
Es de gran tradición (fue regulado como tal a partir de 1890) y muy frecuentado por gentes de toda la isla. Se celebra todos los sábados y domingos. Las instalaciones donde se emplaza fueron construidas entre los años1979 y 1983 por iniciativa de un grupo de agricultores y se compone de dos naves principales una destinada a los productos agrícolas y golosinas, mientras que la otra nave es destinada a la venta de productos artesanales y géneros diversos, a modo de rastrillo.
En este mercado pueden encontrarse cada fin de semana frutas, verduras y hortalizas, repostería, pan, miel, queso, hierbas medicinales, artesanías, y otros productos de la zona que pueden adquirirse en los numerosos puestos de este tradicional mercado.

#### Centro Astronómico Roque Saucillo
El Centro Astronómico Roque Saucillo es el primer observatorio astronómico urbano permanente orientado a la divulgación, turismo e investigación amateur.

#### Montaña Cabreja

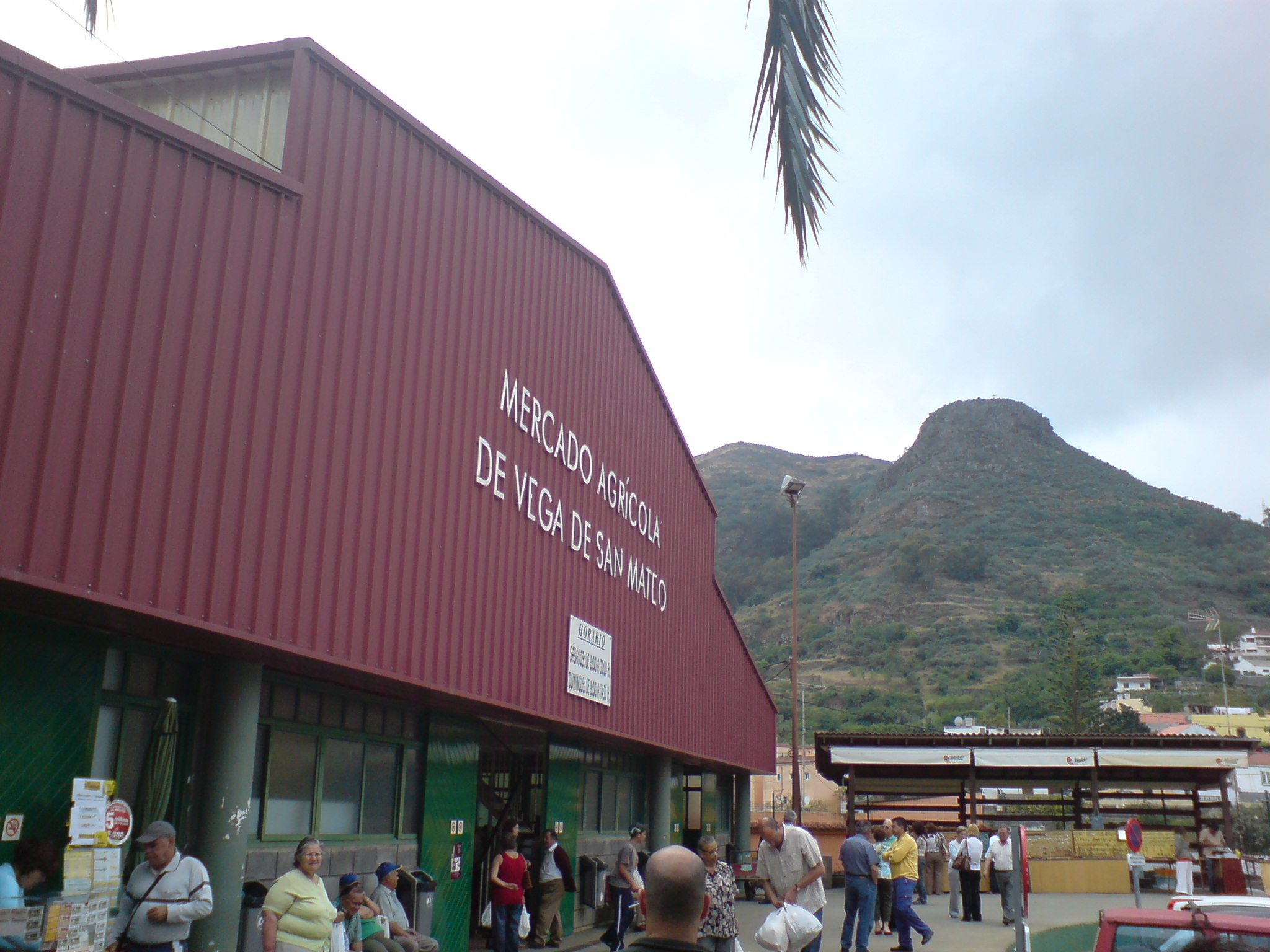
Mercado de San Mateo

Saliendo de San Mateo hacia la cumbre nos encontramos una desviación hasta Montaña Cabreja (1000 m s. n. m.) lugar desde el que se contempla una bella panorámica del centro-norte de la isla de Gran Canaria, desde la cumbre hasta Las Palmas de Gran Canaria, y donde se ha instalado un restaurante mirador que fue explotado por el carnicero de San Mateo hasta 1995.

#### Bancales de Las Lagunetas
Los bancales representan una estrategia singular de aprovechamiento de terrenos para cultivos en las escarpadas laderas de los valles y espacios montañosos con escaso suelo llano. Aunque en Gran Canaria hay otras zonas que presentan un alto número de bancales, es en la parte alta de la Vega, en la zona de Las Lagunetas donde mayor densidad de ellos existen. Conforman un singular plegamiento a las curvas de nivel, en un terreno muy cubierto por vegetación y comprendido entre los 950 y los 1450 metros de altura. Los bancales más antiguos datan del siglo XVI y se emplazaron cerca de los manantiales de agua que abundaban en la zona, para luego seguir extendiéndose por las laderas conforme se generalizó el uso de canalizaciones. Más recientemente, al secarse alguna de estas fuentes, comenzó la explotación del acuífero mediante la apertura de pozos. Los estanques para almacenar el agua de riego son excavados en la roca en media ladera y el resto aprovechado por la agricultura, dando lugar a un paisaje agrario muy singular, integrado en el entorno, y constituye una muestra del ingenio y de la ingente labor constructiva de los maestros pedreros.

#### Barranco de la Mina
Éste es uno de los pocos barrancos de Gran Canaria por los que fluye agua de manera permanente. Nace en San Mateo y discurre por el noreste de la isla para venir a desembocar, aguas abajo, como barranco de Guiniguada. Recibe su nombre debido a un túnel horadado en la roca (mina) que trasvasa aguas desde la cuenca de Tejeda a la de Guiniguada. Esta humedad permanente, permite conservar vestigios de la vegetación de laurisilva y de la antigua infraestructura de aprovechamiento hidráulico, existentes en la zona.

#### Cruz de Tejeda

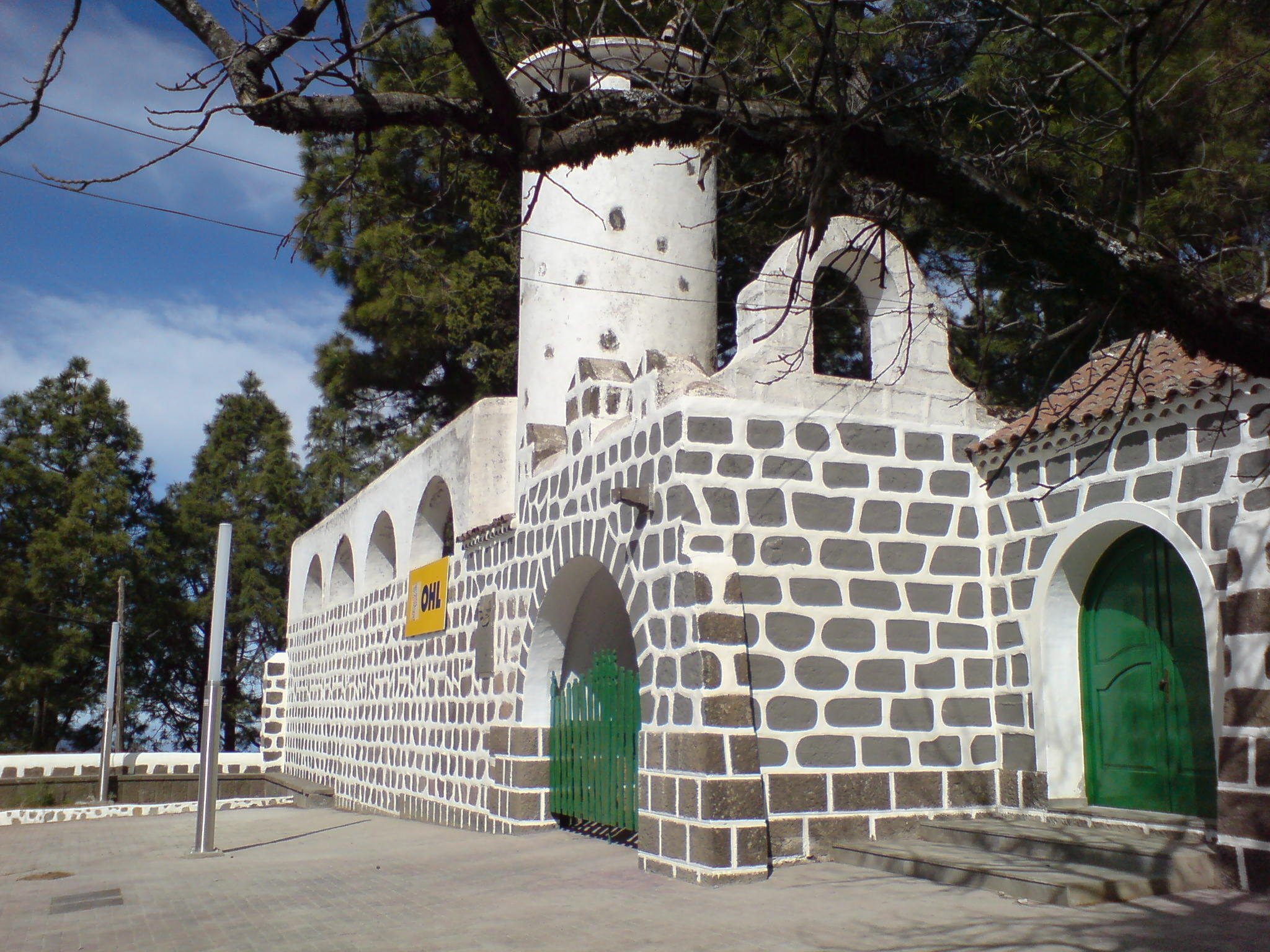
Acceso principal al parador

La Cruz de Tejeda, por su ubicación en el centro geográfico de la isla, antaño fue una encrucijada de caminos. Todavía a finales de los años treinta no era una entidad consolidada, aunque en sus inmediaciones existían algunas parcelas de cultivo abandonadas y una cruz. También era zona de encuentro de rebaños de ovejas y cabras que pastoreaban en la zona en los meses estivales. 
Después de 1938, cuando se construyó el albergue de montaña diseñado por el artista grancanario Néstor de la Torre y su hermano Miguel, este enclave pasó a convertirse en un punto de referencia turística para toda la isla. En 1968 se convirtió en Parador Nacional hasta el año 1980, cuando perdería tal condición para pasar a ser hostería manteniendo en funcionamiento únicamente el restaurante y la terraza-mirador. Tras su reforma, se reincorporó a la red española de Paradores Nacionales.
Hoy llegan hasta este lugar carreteras desde San Mateo, Tejeda y Artenara, y desde él parten una buena red de senderos, antiguos caminos Reales rehabilitados, que tenían la misión de comunicar los pagos que hoy nos acercan cómodamente las carreteras. Se sitúa a 1509 m s. n. m. en la Degollada de Constantino, al pie de la montaña del mismo nombre.
El lugar recibe el nombre por la cruz labrada en piedra verde que viene a señalar el centro de la isla. Cerca de ella encontramos un hotel rural, varios restaurantes y diversos puestos de venta de productos locales entre los que destacan las traperas, el bienmesabe y el mazapán de Tejeda.

#### Tempestad petrificada

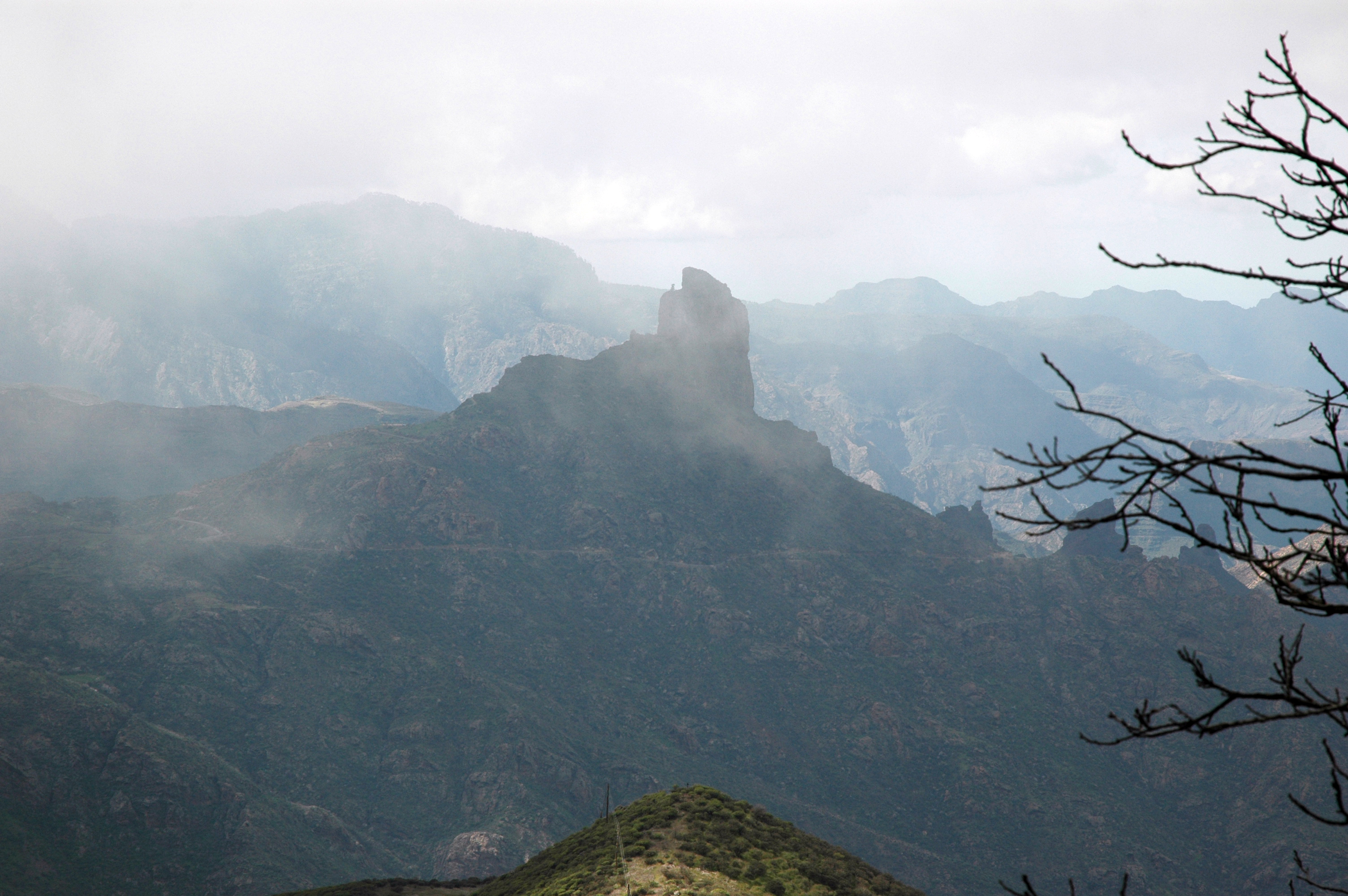
Tempestad petrificada: Roque Bentayga desde la Cruz de Tejeda

La tempestad petrificada que bautizara Miguel de Unamuno, surge de una caldera hundida, labrada por las aguas e inundada por lavas. En este paisaje, destacan los roques que vinieron a taponar los cráteres, entre los destacan el Roque Nublo (1700 m s. n. m.), símbolo de Gran Canaria, el Fraile o el Bentayga.

#### Pico de las Nieves

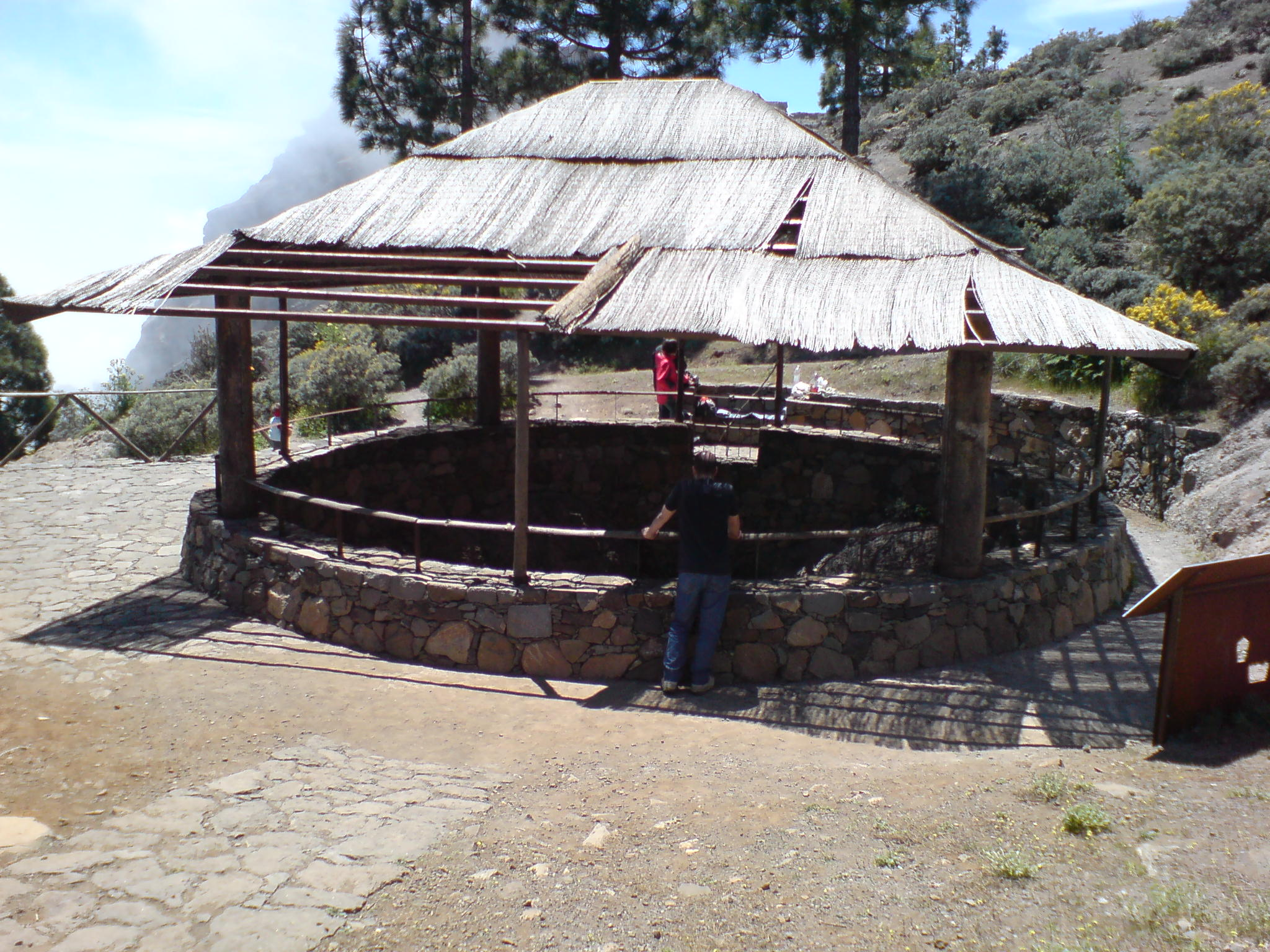
Pozo de nieve de Los Canónigos (1699)

Desde el pico de las Nieves (1950 m s. n. m.), perfectamente reconocible por el edificio que presenta una gran bola mimetizada, perteneciente a una estación militar de vigilancia aérea, se obtienen unas espléndidas vistas de toda la zona cumbrera. También conocido como Pozo de las Nieves, debe este lugar su nombre al canónigo de la Catedral José de Leive que ideó la construcción de varios pozos en el siglo XVII para conservar la nieve que caía esporádicamente algunos años, aun así con más frecuencia que en la actualidad, para su posterior traslado a Las Palmas. Descubiertos en 1998 y terminados de restaurar en 2003, hoy se conservan el pozo de Los Canónigos, que data de 1699 y el cercano pozo Grande, primer pozo de nieve que se excavó en Canarias en 1694.
En este lugar, tras las instalaciones militares, podremos encontrar una atalaya, levantada sobre el cañadón del Jierro, con una visión de la caldera de Tirajana y las playas del sur. Volviéndonos, podremos ver el Roque Nublo y el pico del Teide, en la vecina isla de Tenerife.